# Epochen (Modelleisenbahn)

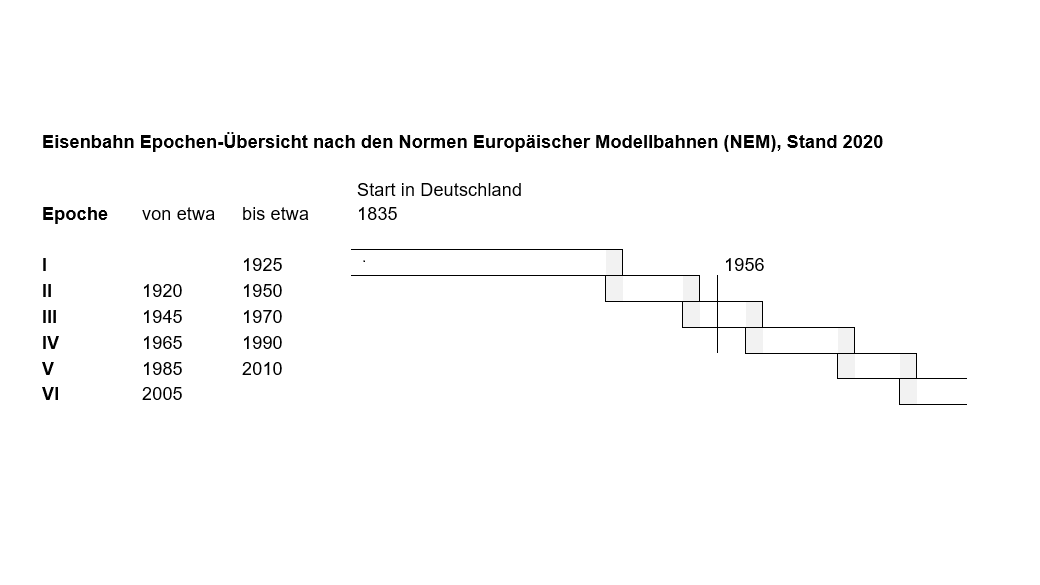
Eisenbahn Epochen nach NEM

Eine Unterteilung in verschiedene Epochen dient zur authentischen Darstellung eines Zeitabschnitts der Eisenbahngeschichte auf den Modelleisenbahnanlagen in Kontinentaleuropa und im Vereinigten Königreich. Um dem Modelleisenbahner die zeitliche Zuordnung des zeitlich zusammengehörenden Fahrzeugparkes und Zubehörs zu erleichtern, werden zuweilen in den Katalogen und auf den Produktverpackungen Angaben zur Epoche in Form einer fortlaufenden Zahl angegeben.
Die kontinentaleuropäische Epocheneinteilung in den Normen der Europäischen Modellbahnen ist umstritten, da kein direkter Bezug zwischen der Epochenbezeichnung und einer konkreten Jahrzahl oder einem konkreten Jahrzehnt besteht sowie diese vorwiegend auf die Gegebenheiten in Deutschland ausgerichtet ist. Die Zeitepochen könnten geradeso gut in den Zeitabschnitten der Jahrzehnte oder mit konkreten Jahrzahlen angegeben werden, wie dies in Nordamerika üblich ist. In diesem Falle wären eine Epocheneinteilung hinfällig.
Die in den verschiedenen kontinentaleuropäischen Ländern gehandhabte weitere Unterteilung der Epochen in Perioden in Form eines fortlaufenden Kleinbuchstaben nach den Normen der Europäischen Modellbahnen hat sich, da diese von Land zu Land unterschiedlich gehandhabt werden, bei den relevanten Modelleisenbahnmarken als nicht praktikabel herausgestellt und wurde nicht umgesetzt.

## Modelleisenbahn-Epochen in Kontinentaleuropa nach NEM

### Systematik
Die Epochenzugehörigkeit von Schienenfahrzeugen definiert sich hauptsächlich über die Organisation des Vorbildes und deren Reformen – weshalb man zumindest theoretisch scharfe Jahresgrenzen ziehen kann. Beispielsweise stellt in Deutschland ein Reisezugwagen der Epoche III a dessen Zustand zwischen 1949 und 1956 dar, also bereits von der Deutschen Bundesbahn, aber noch mit dritter Wagenklasse. Die Bauart dieses Wagens kann es durchaus auch davor und danach gegeben haben, die konkrete Ausführung von Beschriftung, Detailausstattung und Farbgebung jedoch maximal eine je nach Einzelfall unterschiedliche Übergangszeit zwischen wenigen Stunden (III a auf III b) und mehreren Jahrzehnten (bis Ende der Epoche V unveränderte Güterwagen der Epoche IV c).
Die gleichen Prinzipien lassen sich auch auf andere Objekte wie Städtebau und Straßenbau übertragen, wie beispielsweise Baustile oder Elemente, die in bestimmten Epochen eingeführt oder abgeschafft wurden. Dazu gehören bestimmte Autotypen, Verglasungen, Straßenlaternen, Straßenschilder, unterschiedlich gefärbte Telefonzellen, oder Verkehrssicherungseinrichtungen.
Im übertragenen Sinne spielen auch politische Änderungen eine Rolle, insbesondere am Ende der Epochen I mit dem Ende des Ersten Weltkrieges und beispielsweise dem daraus folgenden Ende der Donaumonarchie (Österreichisch-Ungarische Monarchie), der Epoche II mit dem Ende des Zweiten Weltkrieges und der Epoche IV mit der Deutschen Wiedervereinigung und dem Ende des Kalten Krieges, den Zerfall des Eisernen Vorhanges und in dessen Folge die Auflösung des Ostblocks beziehungsweise 1991 der Sowjetunion.
Neben sehr genau eingrenzbaren Merkmalen existieren auch relativ zeitlose Objekte wie z. B. historische Gebäude oder Fahrzeuge wie Traktoren, die sogar weitgehend unverändert mehr als einer Epoche standgehalten haben können.
Es gibt verschiedene Systeme der Epocheneinteilung. Das bekannteste davon mit heute sechs Epochen wurde um 1968 von der damaligen Zeitschrift Miniaturbahnen heute MIBA angeregt und ist heute in der Norm NEM 800 festgelegt. Die weitere Unterteilung ist je nach Land unterschiedlich und in den Empfehlungen NEM 801 bis 825 dokumentiert. Diese werden dem jeweiligen Stand in Bezug auf die Modellbahn-Angebotsentwicklung angepasst. Die Unterteilung gemäß NEM 800 orientiert sich an Deutschland und wurde auf andere Länder übertragen, dabei die angegebenen Jahreszahlen übernommen, auch wenn außerhalb Deutschland andere Ereignisse bedeutender gewesen wären (in der Schweiz begann beispielsweise mit der Gründung der SBB 1902 eine neue Epoche in der Schweizer Eisenbahngeschichte, die marginalen Unterschiede vor und nach dem Zweiten Weltkrieg dagegen würden eigentlich keinen „Epochenwechsel“ rechtfertigen.)

### Epochen
Im Folgenden ist die Einteilung für Deutschland, Österreich und die Schweiz dargestellt.
Als Kommentar sind wichtige Ereignisse verzeichnet, die zu verstehen helfen, womit die Epoche anfängt.

#### Epoche I bis etwa 1925

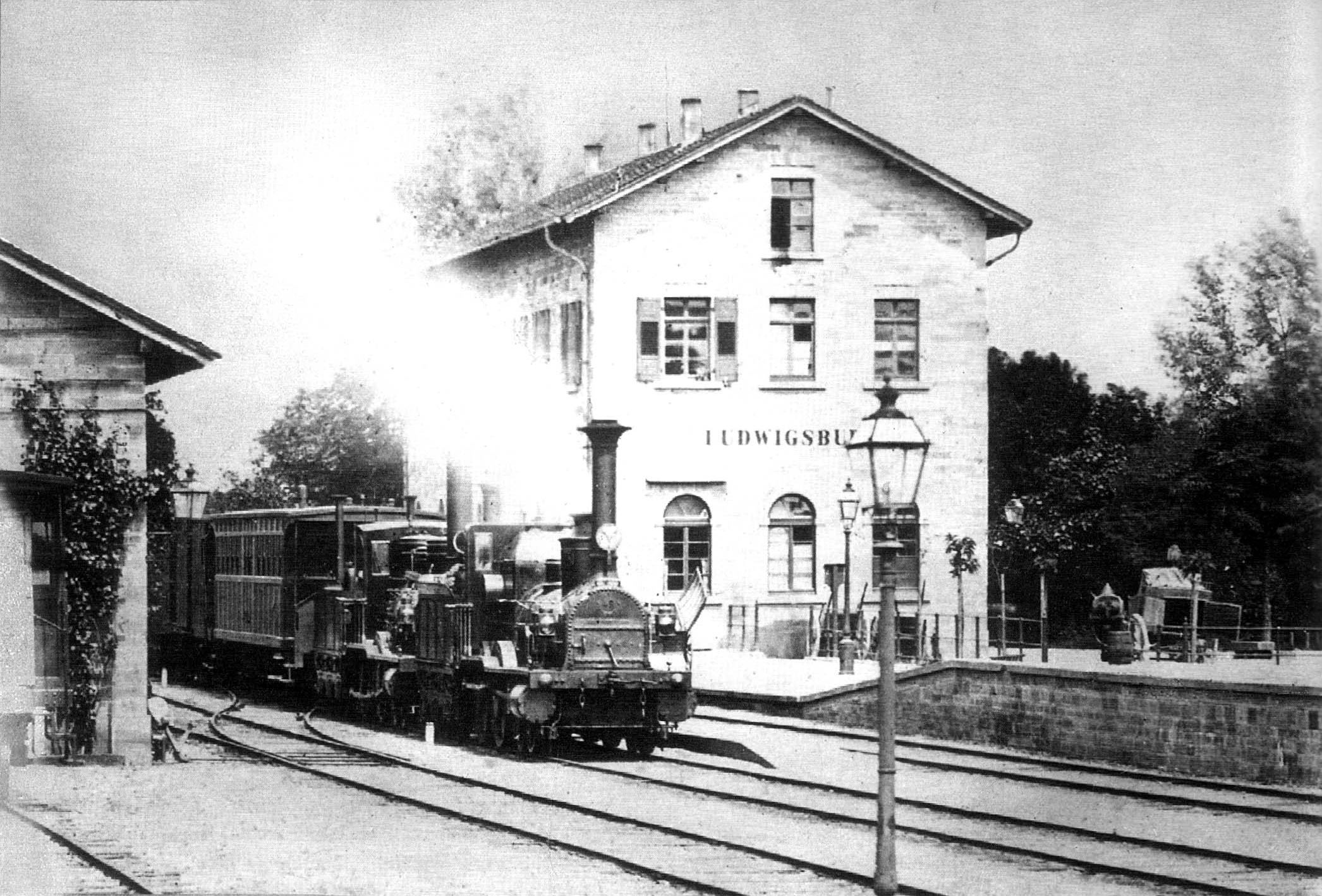
Dampfzug amerikanischer Prägung der K.W.St.E. mit zwei Dampflokomotiven der Klasse III an der Zugspitze und Durchgangswagen im Bahnhof Ludwigsburg zwischen 1860 und 1870.

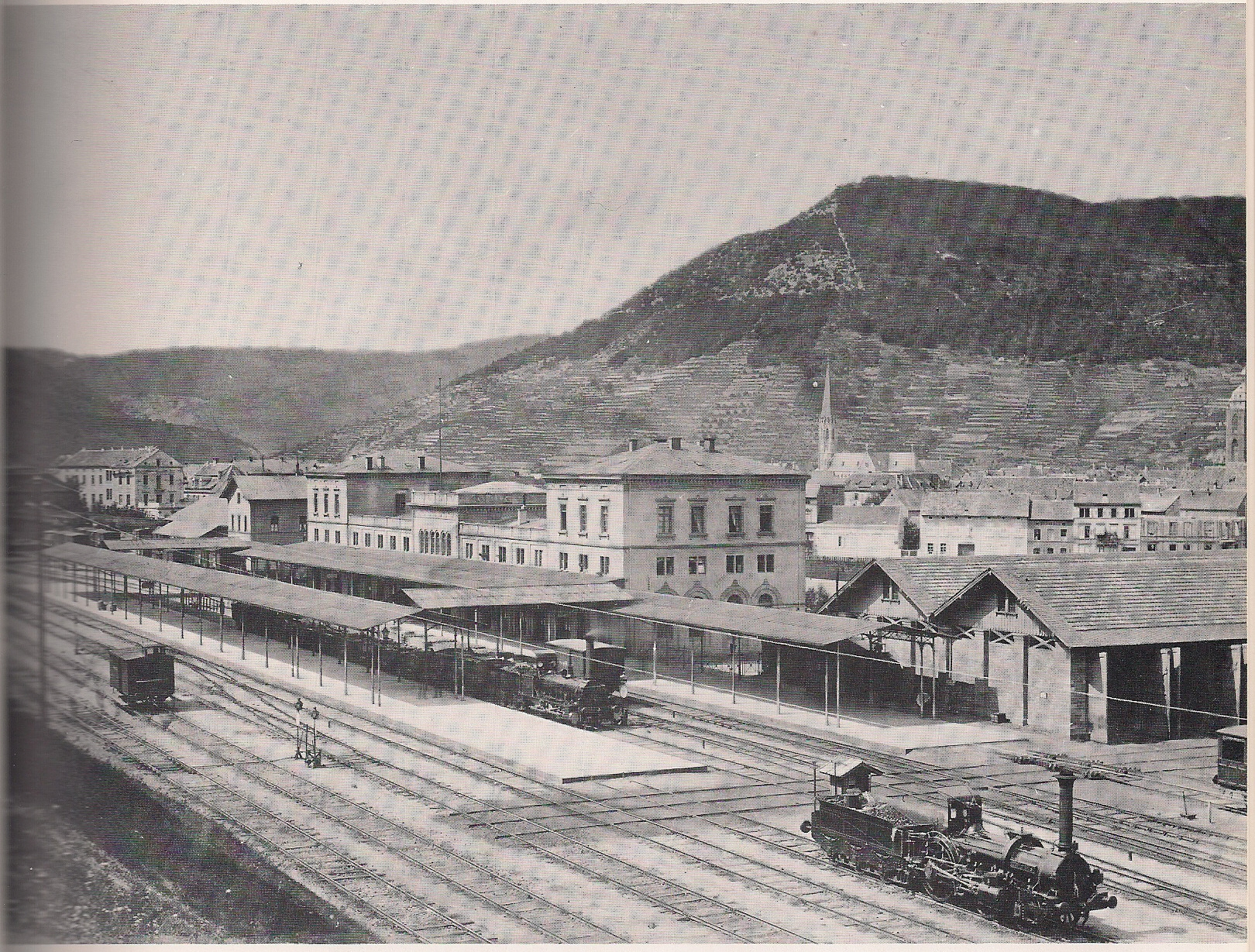
Bahnhof Neustadt (Weinstraße) im Zeitraum vom etwa 1866 bis etwa 1869. Kleine filigrane Dampflokomotiven und kleine Eisenbahnwagen prägen das große Bahnhofsareal mit dem repräsentativen Bahnhofsgebäude. Schiebebühnen verbinden die Geleise inmitten des Bahnhofareals.

##### Einteilung in Deutschland
In der Gründerphase der Eisenbahn entstanden die Länder- und Privatbahnen mit ihren umfangreichen Bahnstreckennetzen. Die Epoche I ist von einer Vielfalt der Fahrzeugtypen, Farben und Beschriftungen geprägt.
Die Epoche steht für die Zeit von den ersten filigranen Dampfeisenbahnen bis zu der nach dem Ersten Weltkrieg erfolgten Schaffung der Deutschen Reichsbahn. Anfänglich gab es zunächst kleine private Eisenbahngesellschaften, die nur einzelne noch nicht zusammenhängende Bahnstrecken betrieben. Im Laufe der Zeit entwickelt sich daraus ein zusammenhängendes grobmaschiges und international verknüpftes Normalspur-Eisenbahnstreckennetz. Dann entstand ein feinmaschiges Schmalspur- und Normalspurstreckennetz, dass primär durch die sogenannten Länderbahnen betrieben wurde. So entstanden etwa die Königlich Bayerische Staatsbahn, die Preußischen Staatseisenbahnen oder die Königlich Württembergischen Staats-Eisenbahnen als Länderbahn. Jede Bahngesellschaft lackierte ihre Lokomotiven, Reisezugwagen und Güterwagen in einem durch bunte Farben geprägten Erscheinungsbild, verpasst mit einer aufwändigen Verzierung und Beschriftung. Die bis zu vier Wagenklassen der Reisezugwagen wurden weitgehend nach den Wagenklassen lackiert. Dadurch erschienen die Züge im Vergleich zu denen späterer Epochen recht bunt. Dampflokomotiven bestimmten das Bild. Erst gegen Ende der Epoche kamen die ersten elektrischen Triebwagen und Elektrolokomotiven auf.
Die Epoche I umfasst in Deutschland den Zeitraum von 1835 bis 1920. Sie ist in folgende Perioden unterteilt:
- Periode I a: 1835 bis 1875 – Es entsteht ein zusammenhängendes grobmaschiges und international verknüpftes Normalspur-Eisenbahnstreckennetz meist auf der Grundlage von Privatbahnen.
- Periode I b: 1875 bis 1895 – Es entstehen neun große Länderbahnnetze die von den jeweiligen Ländern des Deutschen Staatenbundes als eigenständige Staatsbahn betrieben wurden. In Preußen, Bayern, Sachsen, Württemberg, Baden, Hessen, Mecklenburg, Oldenburg und dem damals deutschen Elsass-Lothringen. Die ersten Verbunddampflokomotiven erscheinen. Durch Anpassung der Gesetzgebung wird der Bau und Betrieb von Nebenbahnen in der Form von Klein- und Lokalbahnen mit vereinfachter Betriebsführung auch in Schmalspur ermöglicht. Tenderlokomotiven erscheinen.
- Periode I c: 1895 bis 1910 – Weitgehende Vereinheitlichung im Eisenbahnwesen durch entsprechende Bau- und Betriebsordnung, Signalordnungen, Fahrdienstvorschriften und dergleichen. Die ersten Heißdampflokomotiven erscheinen. Erste Triebwagen mit Vergasermotoren oder mit Gleichspannung ab einer Fahrleitung oder über Akkumulatoren gespeisten Elektromotoren erscheinen. In den Schnellzügen erscheinen vierachsige Reisezugwagen.
- Periode I d: 1910 bis 1920 – Deutscher Güterwagenverband, Kriegsbetrieb und Inflationszeit

##### Einteilung in Österreich-Ungarn
Die Epoche I umfasst in Österreich-Ungarn den Zeitraum von 1837 bis 1920. Sie ist in folgende Perioden unterteilt:
- Periode I a: 1837 bis 1858 – Anfänge
- Periode I b/c: 1858 bis 1884 – Verknüpfung der einzelnen Privatbahnen zu einem zusammenhängenden Netz
- Periode I d: 1884 bis 1891 – Ausbau von Hauptstrecken und Lokalbahnen durch die österreichischen Staatsbahnen
- Periode I e: 1891 bis 1913 – Verstaatlichung der Privatbahnen mit Ausnahme der Südbahn
- Periode I f: 1913 bis 1920 – Erste elektrische Vollbahnstrecken, Umzeichnung aller Wagen auf ein neues System („Bindestrich-Nummern“)

##### Einteilung in der Schweiz

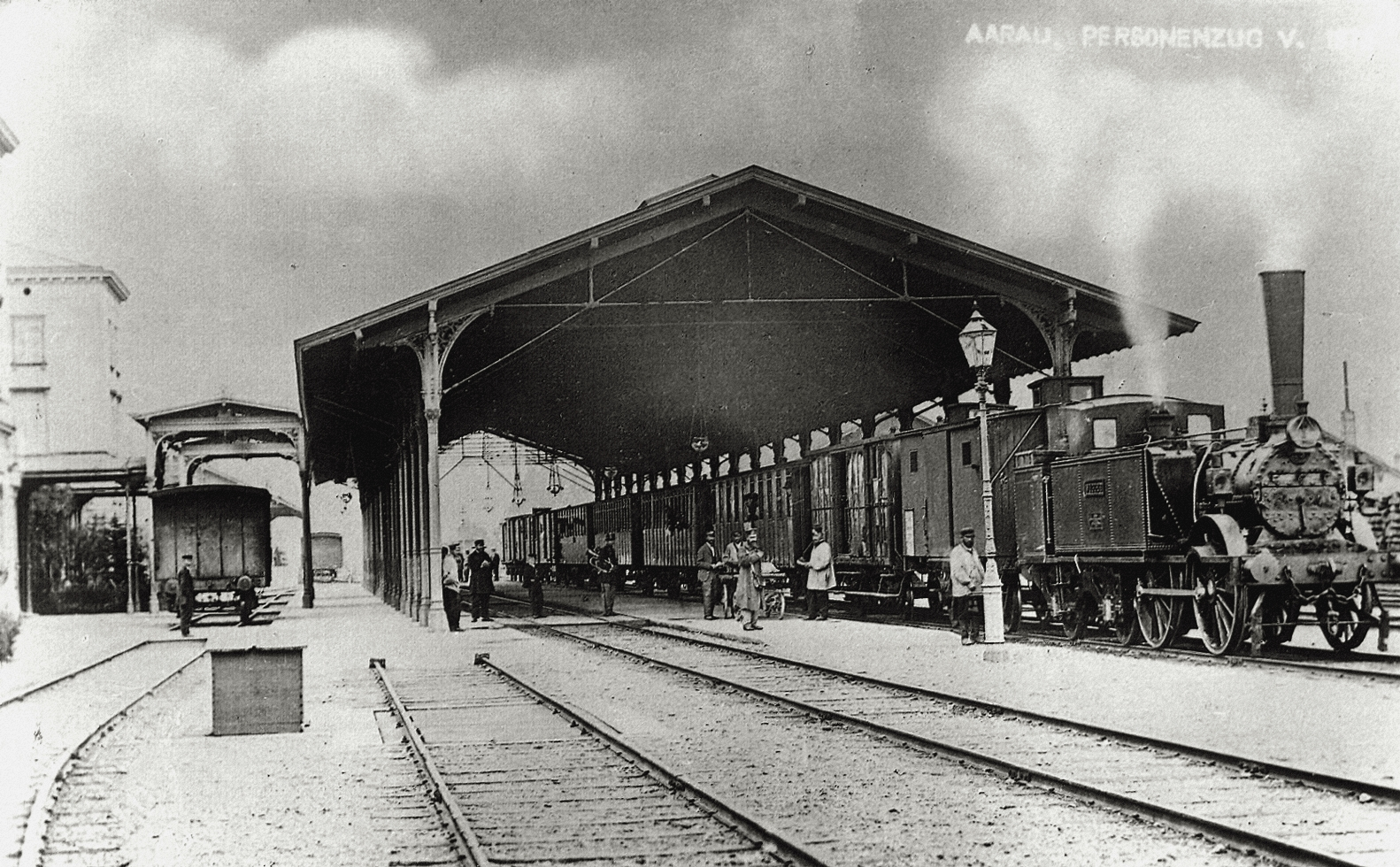
Zug der Centralbahn in den 1870er-Jahren im Bahnhof Aarau

Die Epoche I umfasst den privaten Eisenbahnbau von den Anfängen bis zu einem schweizweit weitgehend vollständigen Eisenbahnnetz und ist die Blütezeit des Dampfbetriebes. Ein großer Teil des Personen- und Güterverkehrs verlagerte sich von auf den Wasserwegen verkehrenden Schiffen sowie durch Pferde gezogenen Kutschen und Fuhrwerken auf die schienengebundene Eisenbahn, insbesondere auch im alpenquerenden Transitverkehr. Das Angebot der Binnenschifffahrt auf den Seen wandelte sich durch den aufkommenden Tourismus hin zum Ausflugsverkehr. Es ist die Blütezeit des Tourismus für die gut Betuchten in der Zeit der Belle Époque, zuerst in der Sommersaison, dann auch in der aufkommenden Wintersaison. Die schweizerische Lokomotiv- und Wagonindustrie entsteht und leistet Pionierarbeit im Bergbahnbau und der Elektrotechnik. Bereits früh etablierte sich die elektrischen Zugförderung mit dem erfolgreichen Betrieb elektrisch betriebener Straßen-, Neben-, Berg- und Gebirgsbahnen. Gegen Ende der Epoche I fusionierten die großen Privatbahngesellschaften nach einer Volksabstimmung zu den Schweizerischen Bundesbahnen (SBB). Die kantonalen Eisenbahngesellschaften wie die damalige Berner Alpenbahn-Gesellschaft Bern–Lötschberg–Simplon (BLS) und die Rhätische Bahn (RhB) bleiben jedoch selbständig.
Die Epoche I umfasst in der Schweiz den Zeitraum von 1844 bis 1920. Sie ist in folgende Perioden unterteilt:
- Periode I a/b: 1844 bis 1882 – Erste Einzellinien und Zusammenwachsen zum Rückgrat des schweizerischen Eisenbahnnetzes durch regionale Privatbahn-Gesellschaften, ab 1874 Bau von Schmalspurbahnen.
- Periode I c: 1882 bis 1902 – Eröffnung der Gotthardbahn, die als erste vierachsige Schnellzugwagen einsetzte; Fusion der Westschweizer Bahnen zur Jura-Simplon-Bahn
- Periode I d: 1902 bis 1920 – Gründung der SBB, 1913 Eröffnung der BLS und Engadiner Linie der RhB mit elektrischem Betrieb; Bau von schmalspurigen elektrischen Überlandbahnen.[5]

#### Epoche II von etwa 1920 bis etwa 1950

##### Einteilung in Deutschland
Die Epoche II beschreibt den Zeitraum von der Gründung der Deutschen Reichsbahn 1920 bis kurz nach dem Zweiten Weltkrieg. Die Bahn wird zunächst organisatorisch, später auch bezüglich des Erscheinungsbilds vereinheitlicht. Es erfolgt eine technische Vereinheitlichung. Diese Epoche ist die letzte große Blütezeit der Dampflokomotiven. Diese Epoche ist geprägt durch eine Vielfalt im Fahrzeugpark bedingt durch die übernommenen Fahrzeuge aus der Zeit vor Epoche I bis 1925 und den neuen aufkommenden Einheitsbauarten.

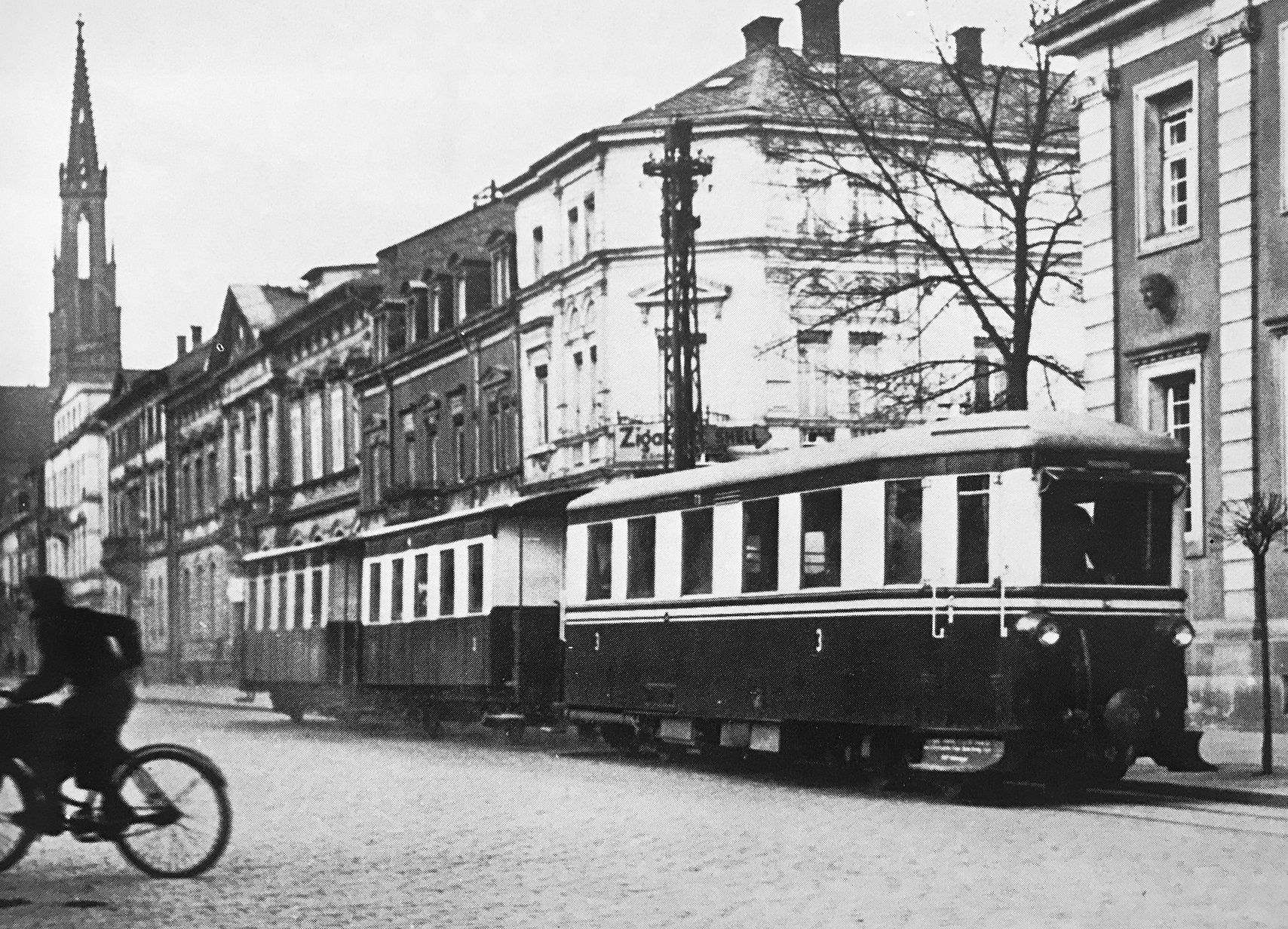
Zug der MEG mit dem dieselmechanischen Triebwagen T11, etwa 1937

Die Epoche II umfasst in Deutschland den Zeitraum von 1920 bis 1950. Sie ist in folgende Perioden unterteilt:
- Periode II a: 1920 bis 1925 – Übergang der ehemaligen deutschen Länderbahnen auf das Reich unter dem Namen „Deutsche Reichsbahn“, Gründung der Deutschen Reichsbahn Gesellschaft (1924). Die Lokomotiven tragen noch die Länderbahnbezeichnungen und -farben.
- Periode II b: 1925 bis 1937 – Einführung der einheitlichen Lokomotivanstriches (z. B. bei Dampfloks das noch heute bekannte schwarz/rot), Einführung des einheitlichen Nummernplanes, Weiterführung der Vollbahn-„Elektrisierung“ in Schlesien, Mittel- und Süddeutschland, 1928 Abschaffung der 4. Klasse (von Länderbahnen außer z. B. in Bayern eingeführt).
- Periode II c: 1937 bis 1950 – Zurückführung als „Deutsche Reichsbahn“ in unmittelbare staatliche Führung. Eingliederung der Eisenbahnen des Saarlandes und Österreichs in die Deutsche Reichsbahn. Reichsadler mit Hakenkreuz an Triebfahrzeugen und Reisezugwagen. Entwicklung von Kriegslokomotiven, beispielsweise den Baureihen 42 und 52 sowie E 94, Behelfs-Personenwagen. Frühe Nachkriegszeit, Mangel und Hamsterzüge, Aufschrift z. B. „Deutsche Reichsbahn in der US-Zone“ – in der franz. Besatzungszone Südwestdeutsche Eisenbahn (SWDE), Abkoppelung des staatseigenen Eisenbahnbetriebes in der Bundesrepublik Deutschland durch Gründung der Deutschen Bundesbahn am 7. September 1949.

Die Besatzungszeit zwischen 1945 und 1949 wird teilweise auch der Epoche III a zugeordnet, da Fahrzeuge mit Anschriften wie „DR Brit.-US.-Zone“ teilweise bis weit in die 1950er-Jahre, keineswegs aber vor 1945 eingesetzt werden können.

##### Einteilung in Österreich
Die Epoche II umfasst in Österreich den Zeitraum von 1920 bis 1945. Sie ist in folgende Perioden unterteilt:
- Periode II a: 1920 bis 1928 – Übergang von der k.k.St.B. auf die BBÖ, Übernahme der Südbahn und der Niederösterreichischen Landesbahnen in den Staatsbetrieb
- Periode II b: 1928 bis 1938 – Einsatz von Lichtsignalen, großzügige Beschaffung von rollendem Material
- Periode II c: 1938 bis 1945 – Übernahme der österreichischen Bundesbahnen durch die Deutsche Reichsbahn

##### Einteilung in der Schweiz
Die Erfahrungen aus dem Ersten Weltkrieg und dann die Weltwirtschaftskrise Anfang der 1930er-Jahre prägen die Epoche II. Auf Hunderten von Kilometern meist meterspuriger Straßen-, Überland-, Gebirgs- und Bergbahnen wird bereits elektrisch gefahren, primär mit Gleichstrom. Der Mangel an eigener Kohle, das Vorhandensein der Wasserkraft verbunden mit Arbeitsbeschaffungsmaßnahmen führten zur Elektrifikation eines Großteils des normalspurigen Bahnnetzes mit hochgespanntem Wechselstrom. Trotz der fortschreitenden Elektrifikation wurden bei den SBB Dampf- und Elektrolokomotiven nebeneinander eingesetzt. Neue Dampflokomotiven wurden hingegen nur in Einzelfällen beschafft. Die Dampftraktion wird im Wesentlichen auf normalspurigen Nebenstrecken, auf Meterspurbahnen im Jura, auf Werkbahnen und den Rangierdienst großer Bahnhöfe zurückgedrängt. Fortschritte im motorisierten Straßenverkehr führte aber auch dazu, dass nach dem Ersten Weltkrieg neu gebaute Eisenbahnstrecken zur Ausnahme wurden und das Postauto nicht nur die Postkutsche ablöst, sondern auch die Eröffnung zusätzlicher Verbindungen ermöglichte.

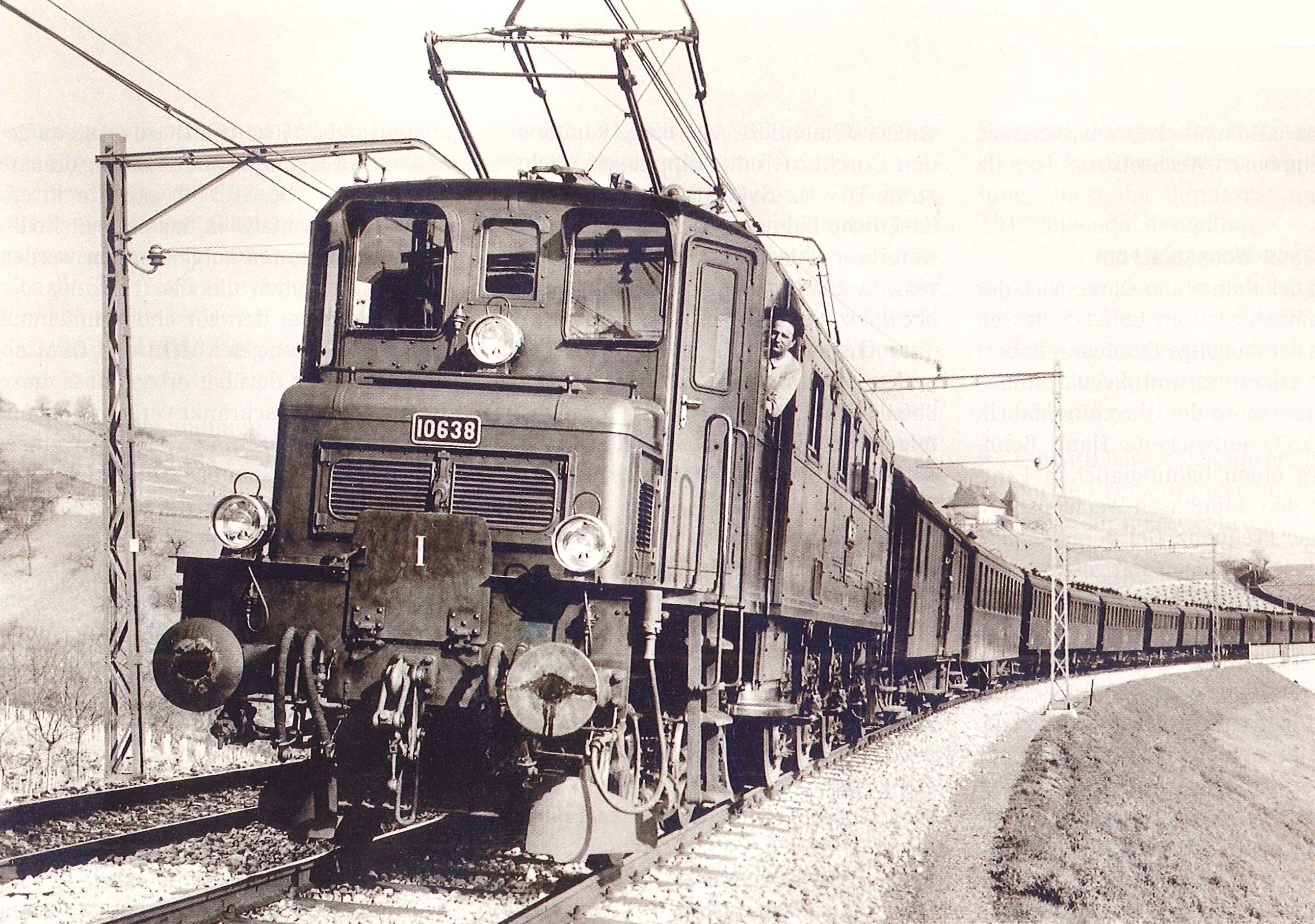
Ae 3/6 I unterwegs mit einem Schnellzug um etwa 1925
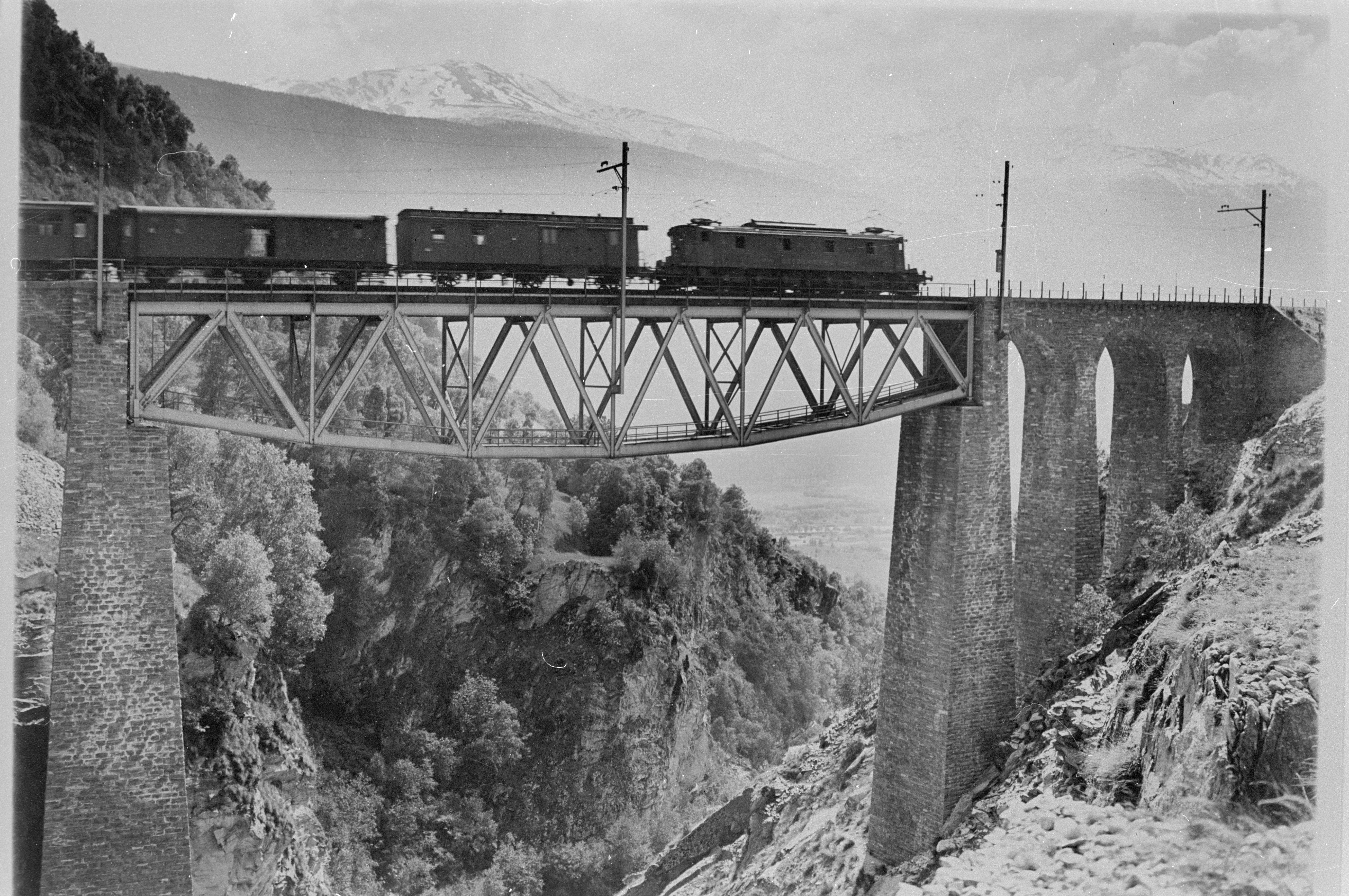
Be 6/8 der BLS um 1930 auf dem Baltschiederviadukt, einem mit einer Fachwerkbrücke verbundenen Steinbogenviadukt. Hinter der Lokomotive ein dreiachsiger Postwagen mit Oberlicht, gefolgt von einem dreiachsigen Gepäckwagen.
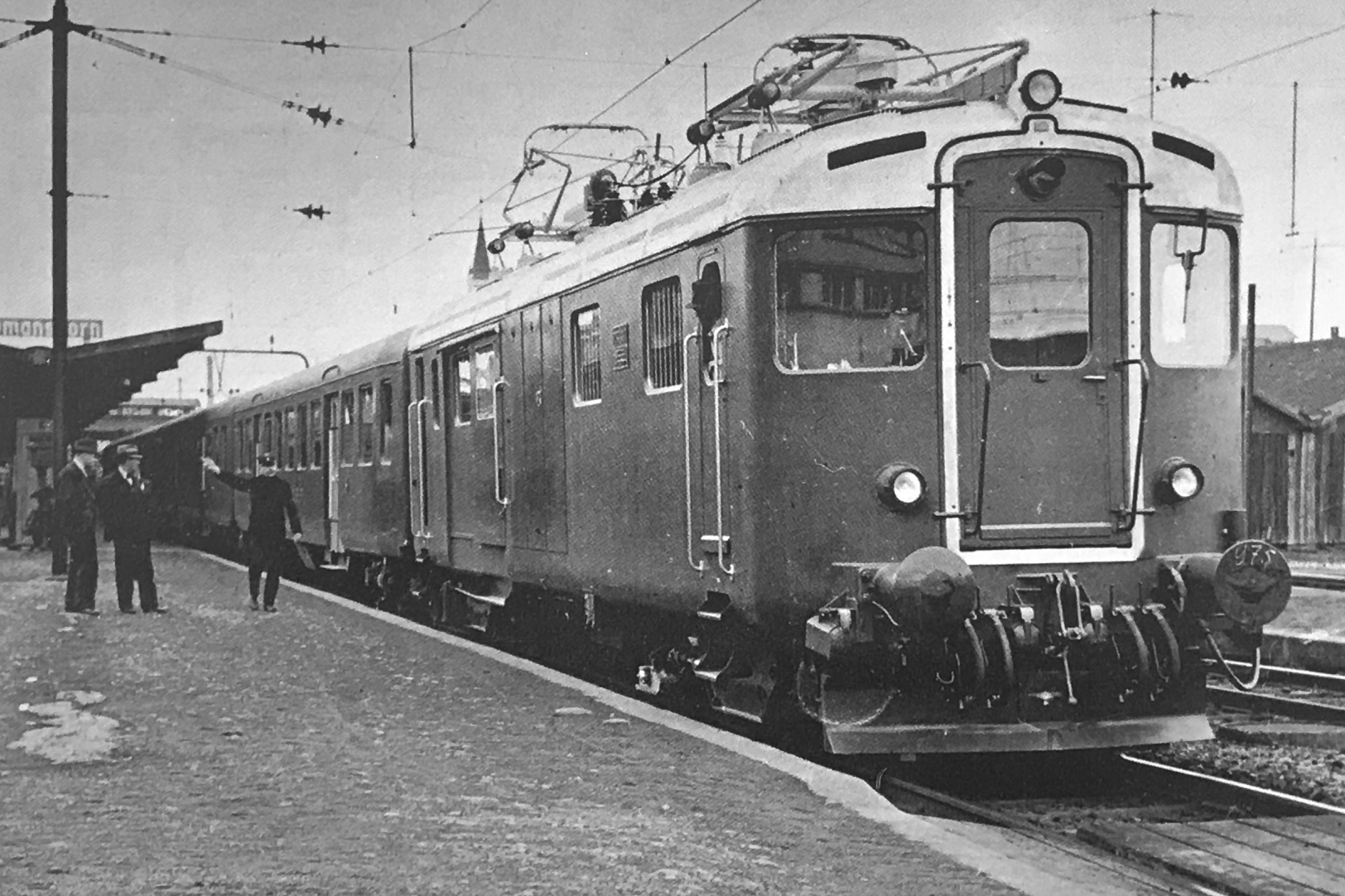
Städteschnellzug der SBB bestehend aus Leichtstahlwagen und einer Gepäck-Lokomotive in Romanshorn, 1940. Im Vordergrund rechts der Übergang für die Gepäckkarren die in der Schweiz als Perronwagen bezeichnet werden.

Die Perioden der Epoche II umfasst in der Schweiz den Zeitraum von 1920 bis 1945. Sie ist wie folgt unterteilt:
- Periode II a: 1920 bis 1928[5] – Da die Schweiz eigentlich keine Kriegsverluste hatte, gab es bei den Schweizerischen Bundesbahnen, die in deren Anfangszeit den Reisezugwagenpark mit einheitlichen zwei- und dreiachsigen Holzkastenwagen erneuern konnten, keine wesentlichen Investitionen in die weitere Erneuerung von Reisezug- und Güterwagen, auch infolge der hohen Investitionskosten der Elektrifizierung. Der Schwerpunkt der Elektrifizierung mit hochgespanntem Wechselstrom lag bei den normalspurigen Hauptstrecken im Flachland. Dazu gehörte nicht nur die Beschaffung von neuen elektrischen Lokomotiven und Triebwagen und der Bau der Fahrleitungen, sondern auch der Bau der dazugehörenden Infrastruktur wie Kraftwerke, Übertragungsleitungen und die Landschaft prägenden Staumauern durch die damals aufstrebenden Unternehmen der Elektrotechnik, im Wesentlichen die Brown, Boveri & Cie. in Baden, die Maschinenfabrik Oerlikon und die Sécheron in Genf.

- Periode II b: 1928 bis 1937[5] – Elektrolokomotiven und elektrische Triebwagen mit Einzelachsantrieb beginnen die Traktion der Güter- und Reisezüge zu prägen. So die braunen Ae 3/6 I und die tannengrünen Ae 4/7 Elektrolokomotiven der SBB mit dem Buchli-Antrieb oder die laufachslosen grünen BT Be 4/4 der Bodensee-Toggenburg-Bahn und die ursprünglich 4500 PS starken braunen damals als Be 6/8 bezeichneten Elektrolokomotiven der BLS, beide mit dem auf einem Patent von Westinghouse basierenden Sécheron-Federantrieb. Die Weltwirtschaftskrise Anfang der 1930er-Jahre und der damit verbundene Rückgang des Fremdenverkehrs hat Folgen: So verkehrt beispielsweise der Golden Mountain Pullman Express[6], ein von der meterspurigen Montreux-Berner Oberland-Bahn betriebener Luxuszug gerade ein Jahr. Die Brienz-Rothorn-Bahn musste gar für lange Zeit den Betrieb einstellen.

- Periode II c: 1937 bis 1945[5] – Inbetriebnahme von Leichttriebwagen wie den roten Pfeilen und den ersten Leichtschnellzügen mit den Ae 3/6 II-110 und den RFe 4/4 der Schweizerischen Bundesbahnen. Zunehmende Schwierigkeiten bei der Versorgung mit Schmiermittel und Kohle während des Zweiten Weltkriegs und dadurch bedingte Reduktion des Dampfbetriebes – auch durch die in größerem Umfang vorgenommene Elektrifizierung von meterspurigen Bahnstrecken mit hochgespanntem Wechselstrom und Holzmasten; beispielsweise der Brünigbahn, der Furka-Oberalp-Bahn, der Yverdon–Ste-Croix-Bahn und der Bière–Apples–Morges-Bahn.

#### Epoche III von etwa 1945 bis etwa 1970

##### Einteilung in Deutschland

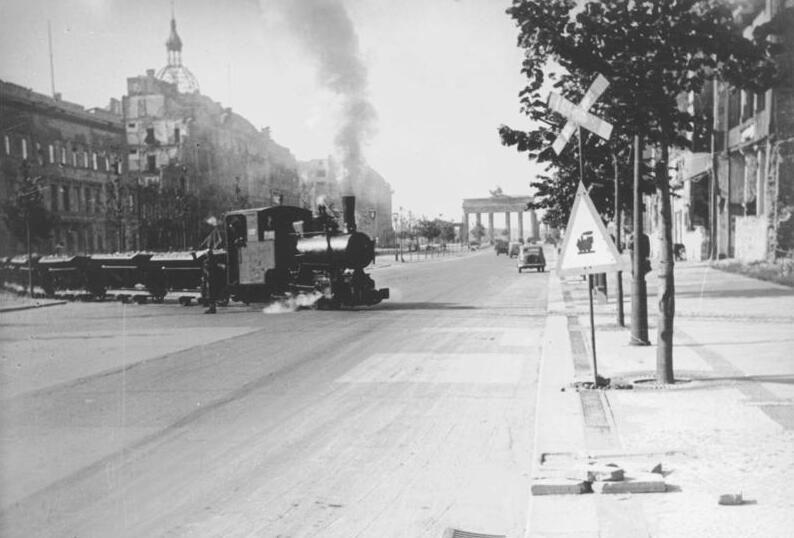
Trümmerbahnzug in Berlin auf der Straße Unter den Linden, 1946

1945/1949 Gründung der Deutschen Bundesbahn sowie Weiterführung der Deutschen Reichsbahn in der DDR und Gesamtberlin bis 1970. Wie im täglichen Leben spricht man auch bei der Modellbahn von der „Nachkriegszeit“ und der Wirtschaftswunderzeit. Charakteristisch für diese Epoche war ein extrem durchmischter Fahrzeugpark. Vorkriegsmaterial wurde – soweit noch vorhanden – weiterhin eingesetzt, aber allmählich durch Neubauten ersetzt. Die Dampfloks waren noch längst nicht verschwunden, ihre Blütezeit ging aber langsam zu Ende, denn nach dem Krieg wurden im Wesentlichen nur noch Diesel- und Elektroloks gebaut und die Dampfloks nach und nach ausgemustert. Die Fahrzeuge tragen noch die altbekannten Nummern sowie die vorgestellten Buchstaben bei den neuen Traktionsarten (E bei Elektroloks, V bei Verbrennungsfahrzeugen etc.)
Die Epoche III umfasst in Deutschland den Zeitraum von 1949 bis 1970. Sie ist in folgende Perioden unterteilt:

###### Westdeutschland (Bundesrepublik Deutschland)
- Periode III a: 1949 bis 1956 – Aufschrift „Deutsche Bundesbahn“, Aufbau des „blauen F-Zugnetzes“, Dreiklassensystem im Personenverkehr, Einführung 26,4 Meter langer Reisezugwagen
- Periode III b: 1956 bis 1970 – Aufschrift „DB“ (der sogenannte „Keks“), 1956 europaweite Klassenreform (Abschaffung der 1. Klasse; 2. und 3. Klasse werden entsprechend angehoben und umbenannt), 1959 neue Signalordnung (u. a. Dreilicht-Spitzensignal), 23 105 letzte Neubau-Dampflok 1959, 1965 E 03 mit Vmax 200 km/h

###### Ostdeutschland (Deutsche Demokratische Republik)
- Periode III a: 1949 bis 1956 – Wiederaufnahme des Betriebes nach dem Krieg
- Periode III b: 1956 bis 1970–1956 Klassenreform (siehe DB), Dreilicht-Spitzensignal

##### Einteilung in Österreich
Die Epoche III umfasst in Österreich den Zeitraum von 1945 bis 1970. Sie ist in folgende Perioden unterteilt:
- Periode III a: 1945 bis 1952 – Wiederaufbau nach dem Zweiten Weltkrieg
- Periode III b: 1952 bis 1956 – Neukennzeichnung des Fahrzeugparks ab 1953
- Periode III c: 1956 bis 1970 – Aufhebung der 1. Wagenklasse (siehe DB), Änderung der Bezeichnung von BBÖ auf ÖBB (1956)

##### Einteilung in der Schweiz

Gotthardschnellzug, bestehend aus einer Ae 6/6 und mehreren zwischen 1953 und 1956 erbauten Mitteleinstiegswagen. Aufnahmedatum unbekannt

Die Nachkriegszeit ist geprägt durch eine große Zunahme des Personen- und Güterverkehrs sämtlicher Transportmittel. Das schweizerische Bahnnetz wurde weitgehend elektrifiziert. Die Verkehrszunahme führte zu Engpässen in der Versorgung mit elektrischer Energie und im Fahrzeugpark. Letzteres führte zu einer umfassenden Modernisierung und Erweiterung des Fahrzeugparkes der SBB und mehrerer Privatbahnen. Die Personenwagen in Holzkastenbauweise wurden umfassend ersetzt durch Leichtstahl- und Aluminiumwagen. Die Wirtschaft boomte und die schweizerische Lokomotiv- und Wagonindustrie und konnte infolge der damals fortschrittlichen Konstruktionen auch durch Exporte und Erteilung von Lizenzen profitieren. Die Straßenbahnen in mittelgroßen Städten wurden durch Trolleybusse und Autobusse ersetzt, den Betrieb einzelner Überlandstrecken übernahmen Autobusse. Der Bergbahnboom zeigte sich im Bau von Luftseilbahnen, Gondelbahnen, Ski- und Sesselliften. Viele Raddampfer auf den Binnenseen wurden durch Motorschiffe abgelöst.
Die Epoche III umfasst in der Schweiz den Zeitraum von 1945 bis 1970. Sie ist in folgende Perioden unterteilt:
- Periode III a: 1945 bis 1956 – Ablösung der Ae 3/6 I-110 und RFe 4/4 in den  Städteschnellzüge mit Leichtstahlwagen durch die Re 4/4 I.
- Periode III b: 1956 bis 1970 – Ab dem 3. Juni 1956 gibt es nur noch zwei Wagenklassen. Die damalige Holzklasse blieb bestehen, wurde aber von der 3. zur 2. Klasse befördert. Die damaligen Polsterklassen, die alte 1. Klasse, die Luxusklasse, und die alte 2. Klasse wurden in der neuen 1. Klasse zusammengefasst.

Inbetriebnahme der SBB Ae 6/6, der SBB-Hochleistungstriebwagen RBe 4/4, der EAV-Triebwagen sowie der ersten Hochleistungstriebwagen der Privatbahnen, der Einheitswagen EW I und dann EW II sowie der ersten BLS Re 4/4. Infolge des Booms der schweizerischen Lokomotiv- und Wagonindustrie und einem ausgeprägten Fahrzeugmangel sehen sich die SBB veranlasst, bei der Deutschen Bundesbahn (DB) mehrere Lokomotiven zu mieten und bei älteren vierachsigen Reisezug-, Steuer- und Triebwagen die Holzkasten gegen Neubaustahlkasten auszutauschen. Mit Ausnahmen, beispielsweise auf verschiedenen privaten Industrieanschlussgeleisen, endet 1968 der Dampfbetrieb.

#### Epoche IV von etwa 1965 bis etwa 1990

##### Einteilung in Deutschland
Die Epoche IV ist über die Einführung einheitlicher UIC-Nummern definiert, die je nach Fahrzeuggattung und Land zwischen 1965 und 1970 erfolgte. Im Fernverkehr prägen TEE- und InterCity-Züge im neuen Farbschema rot/beige und ozeanblau/beige das Bild. Die letzten Dampfloks werden aus dem Regelbetrieb genommen. In der DDR werden die Dampfloks weiterhin eingesetzt (bis 1988). Auch hier entstehen neue Zugarten wie Städte- und InterExpress.
Die Epoche IV umfasst in Deutschland den Zeitraum von 1965 bis 1990. Sie ist in folgende Perioden unterteilt:

###### Westdeutschland (Bundesrepublik Deutschland)

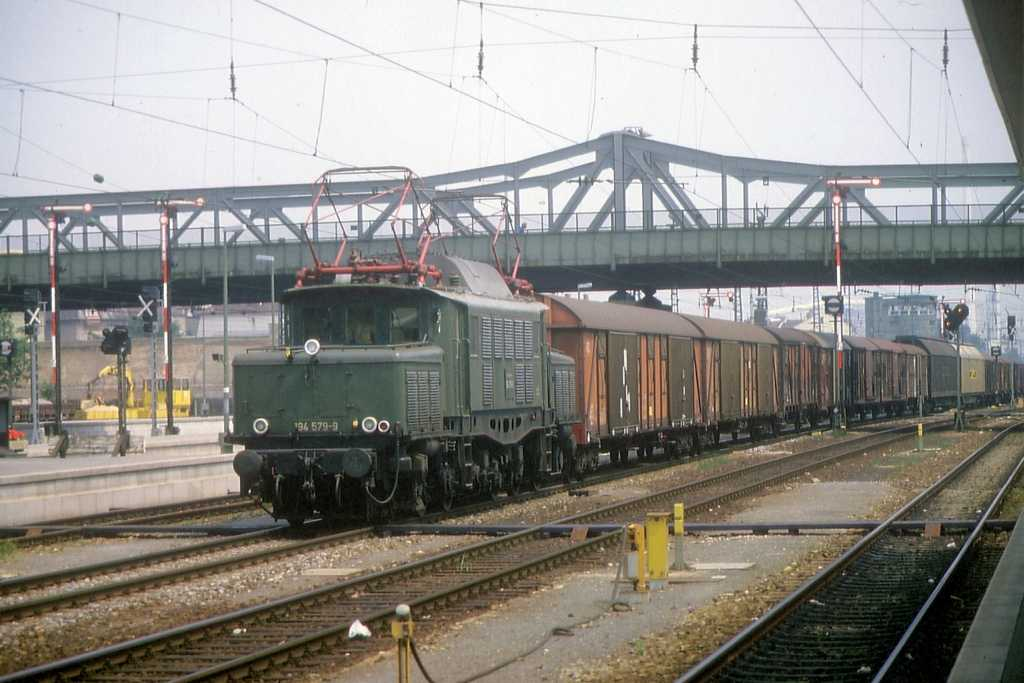
Deutsches Krokodil vor einem Güterzug in Regensburg 1986

- Periode IV a: 1965 bis 1970–1968 Computernummern bei Loks, UIC-Nummern an Wagen
- Periode IV b: 1970 bis 1980 – Einklassiger IC (statt des TEE), 1979 auf 2. Klasse ausgeweitet (jede Stunde, jede Klasse), Aufkommen der Lackierung blau/beige, kurzzeitig Pop-Lackierung
- Periode IV c: 1980 bis 1990 – Erste orientrote Triebfahrzeuge, Auftritt des Inter City Experimental, Abstellung der letzten Vorkriegslokbaureihe Baureihe 194

###### Ostdeutschland (Deutsche Demokratische Republik)
- Periode IV a: 1965 bis 1970 – UIC-Nummern, Computernummern bei Loks
- Periode IV b: 1970 bis 1980 – Neues Farbschema für Loks (rot bzw. orange)
- Periode IV c: 1980 bis 1990 – Neues Farbschema für Personenwagen

##### Einteilung in Österreich
Die Epoche IV umfasst in Österreich den Zeitraum von 1970 bis 1990. Altfahrzeuge aus der Vorkriegszeit sind noch flächendeckend im Einsatz, sie werden aber gegen Ende der Epoche immer weniger. Sie ist in folgende Perioden unterteilt:
- Periode IV a: 1970 bis 1975 – Großzügiger Neubau von Lokomotiven und Triebfahrzeugen
- Periode IV b: 1975 bis 1980 – Beginn der „bunten“ Lackierung
- Periode IV c: 1980 bis 1990 – Ablösung der grünen Farbgebung durch freundlich erscheinende Farben, Neubau-Reisezugwagen ersetzen die zweiachsigen Wagen

##### Einteilung in der Schweiz

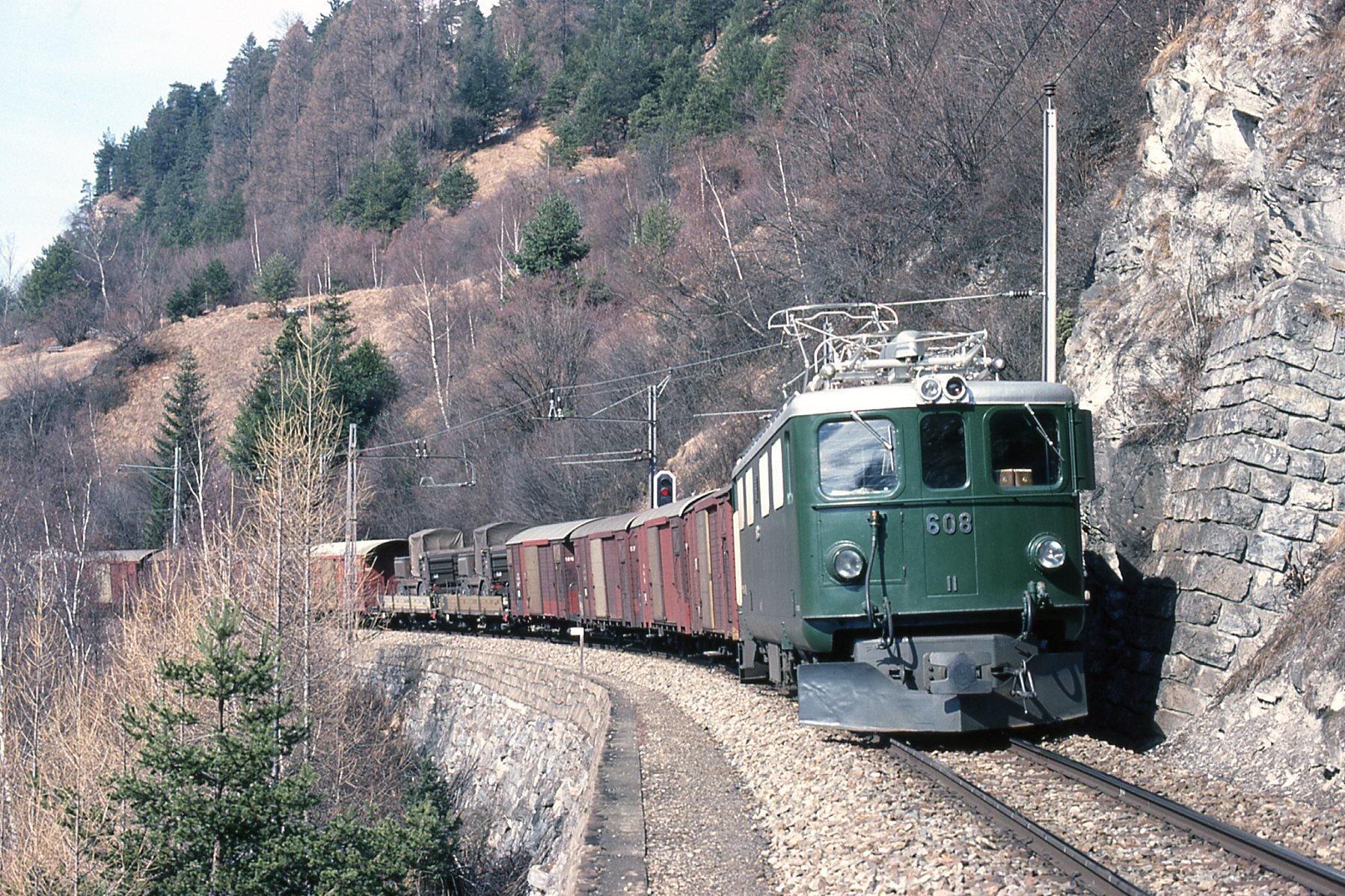
Grün ja, braun noch, rot noch nicht. So präsentierten sich die RhB-Fahrzeuge des Stammnetzes, hier mit einer Ge 4/4 I vor einem Güterzug 1985.

In der Epoche IV begann eine umfassende Modernisierung der Infrastruktur unter einem Ausbau des Angebotes. Dazu wurde auch der Fahrzeugpark der SBB und der meisten Privatbahnen erneuert und erweitert. Die veralteter Personenwagen in Stahlbauweise und der letzten Personenwagen in Holzkastenbauweise der Privatbahnen durch Leichtstahl- und Aluminiumwagen. Dennoch geriet die Bahn gegenüber dem Straßenverkehr immer mehr ins Hintertreffen. Im Güterverkehr verlor sie trotz Einführung des Huckepackverkehrs und eines neuen modernen Rollbocksystems signifikant Marktanteile und fuhr hohe Verluste im Regional- und Vorortsverkehr ein. Die schweizerische Lokomotiv- und Wagonindustrie kam wegen einer konservativen Beschaffungspolitik der SBB ins Stocken. Wohl setzte sie Akzente bezüglich der Thyristor- und Drehstromtechnik, klimatisierten Fahrzeugen und der Neigetechnik. Zu umfassenden zeitgemäßen Beschaffungen kommt es jedoch nur bezüglich klimatisierten Personenwagen.
Die Epoche IV umfasst in der Schweiz den Zeitraum von 1970 bis 1990. Sie ist in folgende Perioden unterteilt:
- Periode IV a: 1970 bis 1980 – Einführung der neuen klimatisierten Einheitswagen III der Bauart Swiss Express auf der Ost-West-Achse
- Periode IV b: 1980 bis 1990 – Einführung der neuen Zuggattung InterCity, auch anstelle der Schnellzüge, Inbetriebsetzung der ersten Einheitswagen IV; Die bisher grünen Lokomotiven der SBB wurden ab 1984 rot und führten zu einer neuen, heute noch gültigen Corporate Identity. In großen Städten kommen die ersten Niederflurstraßenbahnen auf.

#### Epoche V von etwa 1985 bis etwa 2010

##### Einteilung in Deutschland

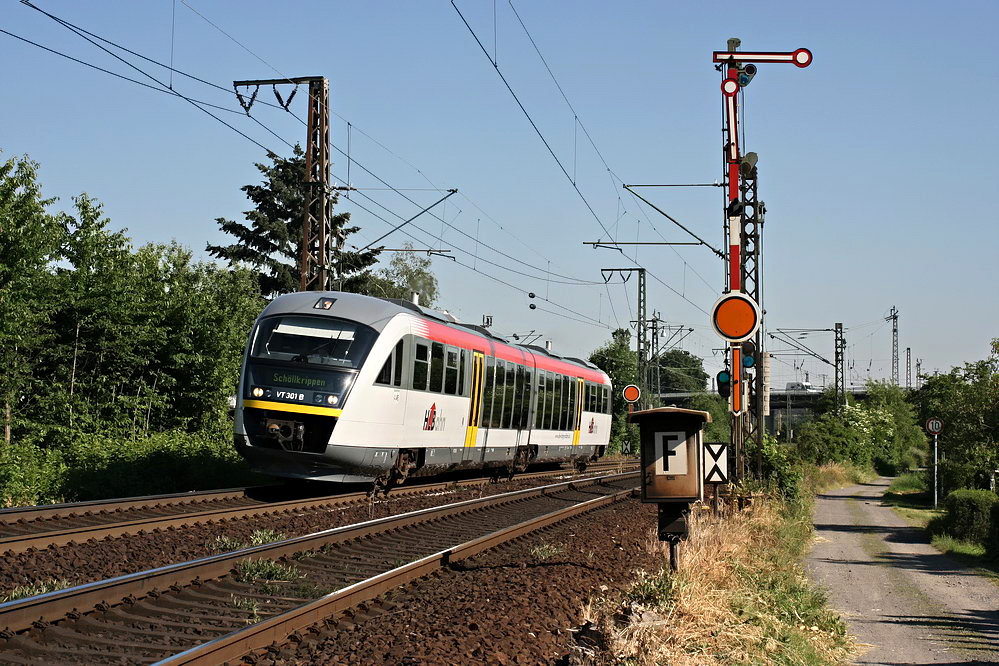
Triebzug VT 301 der HLB bei einem veralteten Vor- und Haupt-Flügelsignal bei Hanau, 2006

Die Epoche V beginnt nominell mit dem Fall des Eisernen Vorhangs 1990, womit zunächst eine umfangreiche Vermischung und Anpassung von DB und DR ausgelöst wird. 1994 werden beide mit neuem Logo als „Deutsche Bahn AG“ vereinigt. Durch immer neue Mitbewerber, die jeweils eigene Fahrzeuge in ihren Hausfarben betreiben, entsteht auf Europas Bahngleisen eine ungeheure Farbenvielfalt. Der schon vor Jahrzehnten in den USA entstandene Trend, die glatten Seitenflächen von Loks und Güterwagen für Werbeaufdrucke zu vermieten, erreicht in den 1990er-Jahren Europa, was noch einmal für eine Zunahme der Fahrzeugvielfalt sorgt. Neue internationale Fernverkehrszüge wie EuroCity oder InterCityNight sowie Mehrsystem-Elektroloks, die ohne technische Anpassungen freizügig zwischen vielen unterschiedlichen Ländern verkehren können, bestimmen zunehmend das Bild auf Europas Bahnstrecken.
Die Epoche V umfasst in Deutschland den Zeitraum von 1990 bis 2006. Sie ist in folgende Perioden unterteilt:
- Periode V a: 1990 bis 1994 – „Die Deutschen Bahnen“ – das Nebeneinander der beiden Bahngesellschaften, teilweise noch der Epoche IV zugeordnet. Die Produktfarben setzen sich durch.
- Periode V b: 1994 bis 2000 – Gründung der Deutschen Bahn AG und neues DB-Signet
- Periode V c: 2000 bis 2006 – Personenverkehr überwiegend mit Triebwagen und Wendezügen, Rückzug der Bahn aus der Fläche

##### Einteilung in Österreich
Die Epoche V umfasst in Österreich den Zeitraum von 1990 bis 2005. Sie ist in folgende Perioden unterteilt:
- Periode V a: 1990 bis 2000 – Doppelstockwagen, Farbgebung der Fahrzeuge mit hellen großen Flächen für Werbeeinsätze, Fahrzeuge der Vorkriegsgeneration sind weitgehend ausgemustert.
- Periode V b: 2000 bis 2005 – Einsatz von Doppelstockwagen und Wendezügen, Einsatz von ICE-Garnituren der DB AG, Aufkommen der verkehrsroten Farbgebung

##### Einteilung in der Schweiz
Die politischen Rahmenbedingungen ändern sich zugunsten der Bahn. Es beginnt ein Prozess, bei dem kleinere und größere Transportunternehmen des öffentlichen Verkehrs fusionieren, die schon eine gemeinsame Verwaltung hatten.  Weiter fusionieren aus politischen Gründen.  Dies hat auch zur Folge, dass diese unter einem neuen gemeinsamen Erscheinungsbild mit neuen Logos und Anstrichen auftreten. Auch bei den Schweizerischen Bundesbahnen (SBB) oder der Rhätischen Bahn (RhB) werden nun, nicht nur im Zusammenhang mit neuen Fahrzeugbeschaffungen, die auch Doppelstockwagen beinhalten, attraktive Farbkombinationen eingesetzt, die das traditionelle Grün ersetzen. An Lokomotiven werden mit Fremdwerbung angebracht. Grosse Bauprojekte wie der Bau des Lötschberg- und Gotthard-Basistunnels aber auch des Vereina-Tunnels werden in Angriff genommen.

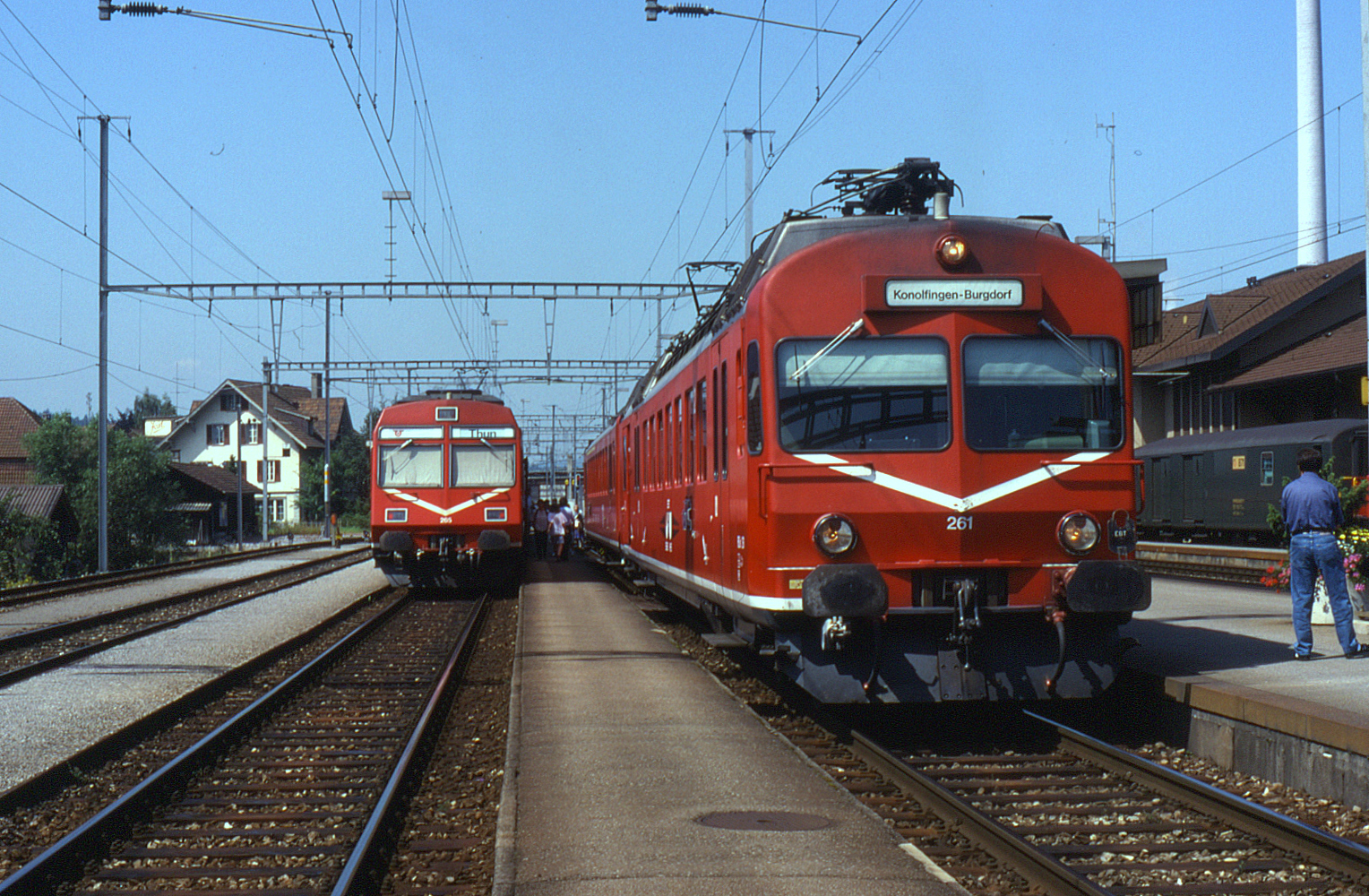
Damals hochmoderne Fahrzeuge in der Hausfarbe der damaligen EBT für den Regionalverkehr. Rechts im Bild ein thyristorgesteuerter RBDe 4/4 in Konolfingen 1993.
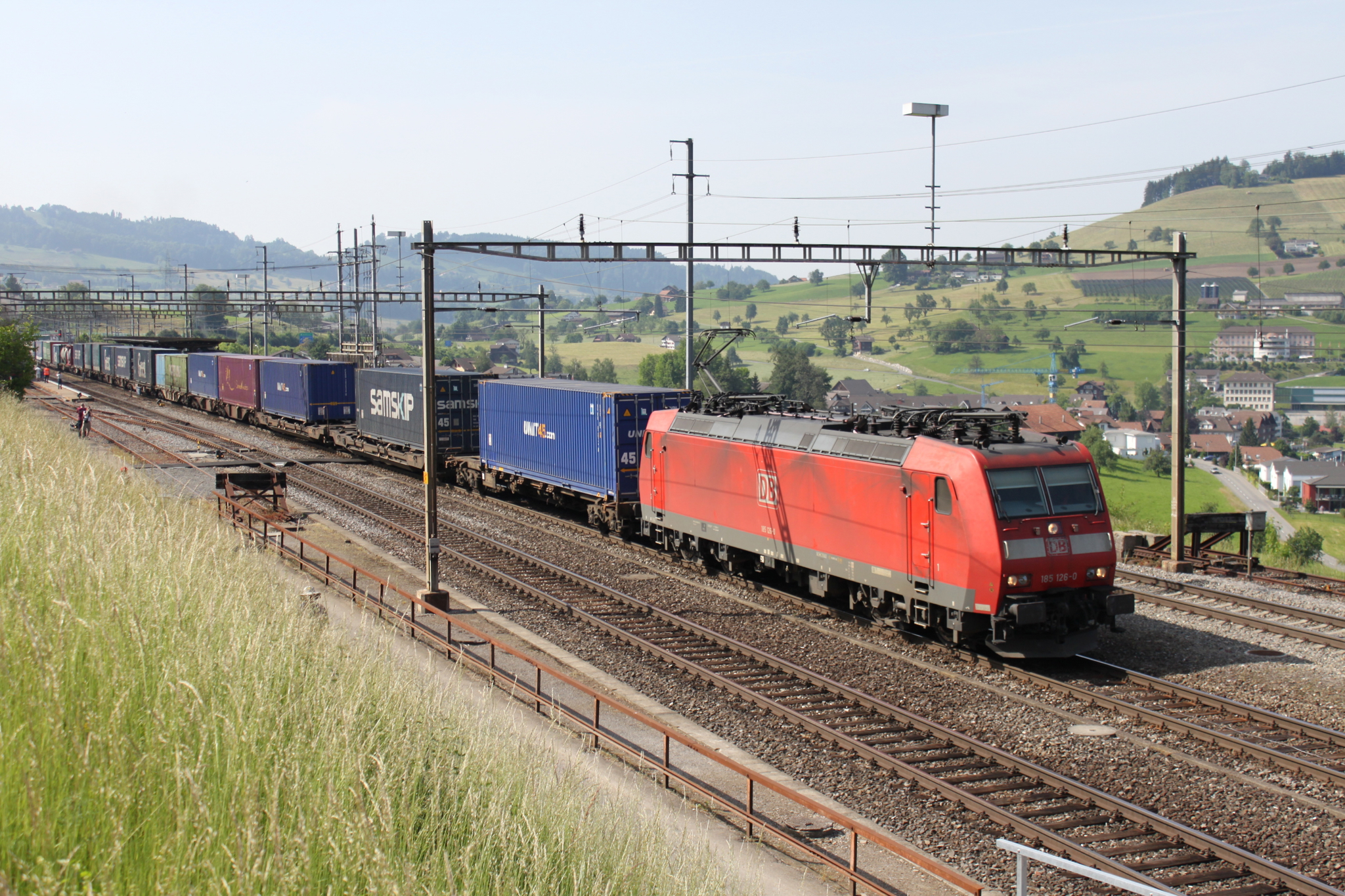
Seit der Epoche V kommen vermehrt Containertragwagen zum Einsatz. DB-Baureihe 185 mit Containerzug in Immensee.

Die Epoche V umfasst in der Schweiz den Zeitraum von 1990 bis 2005. Sie ist in folgende Perioden unterteilt:
- Periode V a: 1990 bis 2000 – Neues Nummernschema für neue SBB-Lokomotiven, Inbetriebnahme Re 460
- Periode V b: 2000 bis 2005 – Freier Netzzugang von privaten Gesellschaften, Wegfall der Bahnpost

#### Epoche VI ab etwa 2005
Ab dem Jahr 2009 werden bei Modellbahn-Herstellern Modelle mit der neuen Nummer als Epoche VI gekennzeichnet.

##### Deutschland
Ab 2007 gibt es eine neue Beschriftungsrichtlinie für Wagen, durch die die UIC-Nummern nicht mehr die Bahn, sondern das Land kennzeichnen: aus „80 DB“ wird „80 D-DB“. Loks besitzen jetzt eine 12-stellige UIC-Nummer, ähnlich der von Wagen. Neben den traditionellen Bahngesellschaften wird das Schienennetz inzwischen von zahlreichen Eisenbahnverkehrsunternehmen (EVU) sowohl national als auch international befahren. Selbst Fachleute können häufig nicht mehr sagen, welchem Land eine Lok oder ein EVU angehört.
Die gemeinsame Bewirtschaftung von Güterwagen (RIV und OPW) ist aufgehoben. Der Rückgang des Güterverkehrs in der Fläche geht einher mit dem Rückbau von Güterverkehrsanlagen und Rangierbahnhöfen. Es überwiegen Trieb- und Wendezüge im Reiseverkehr und Ganzzüge im Güterverkehr.
Die Epoche VI umfasst in Deutschland den Zeitraum ab 2007. Sie ist durch folgende Gegebenheiten gekennzeichnet:
- 12-stelliges Nummernschema ohne einheitlich gestaltete Erkennungsanschriften
- Unabhängig von der Infrastruktur agierende Bahnunternehmen
- Verzicht auf einheitliches Farbkonzept
- Rückbau oder Offenlassung entbehrlicher Infrastruktur
- Konzentration des Güterverkehrs auf Verkehrszentren

##### Österreich
Die Epoche VI umfasst in Österreich den Zeitraum ab 2005. Sie ist durch folgende Gegebenheiten gekennzeichnet:

- Fahrzeuge der Nachkriegsgeneration werden ausgemustert
- Neukennzeichnung der Fahrzeuge mit Ländercode und EVU-Kennzeichen
- Umstellung des Nahverkehrs auf die Triebwagengeneration Talent

##### Schweiz
Durch die Forderung nach Barrierefreiheit für Menschen mit Beeinträchtigung sind bauliche Anpassungen an den Bahnhöfen nötig und der Fahrzeugpark wird grundlegend erneuert. Die Bahnhöfe wandeln sich zu Dienstleistungszentren, bei denen der Verkauf von Produkten des täglichen Bedarfs im Vordergrund steht. Nicht betriebsnotwendige Infrastruktur wird abgebaut, Freiflächen überbaut oder für P&R-Anlagen genutzt. Lärmschutzwände beeinträchtigen das Landschaftsbild.
Der Eisenbahnverkehr wandelt sich immer mehr zum Massengütertransportmittel auf den Transitachsen und zum Verkehrsmittel für Pendler mit Kapazitätsengpässen in den Verkehrsspitzen. Weitere Tramlinien, die in der Vergangenheit auf Autobusbetrieb umgestellt wurden, werden durch den Bau von Neubaustrecken wieder auf Straßenbahnbetrieb umgestellt. Schaffner (Konduktuere) wurden zu Zugbegleitern, die aber großflächig verschwanden. Überwachungskameras, Bahnpolizisten und Billettautomaten übernehmen deren Aufgabe. Die Rottenwagen im Bahndienst und die Minibar verschwanden weitgehend. Die Konkurrenz auf der Straße und in der Luft konnte ihre Kosten weiter senken. Die Liberalisierung des Eisenbahnverkehrs hat zur Folge, dass sich die staatsnahen Unternehmen konkurrieren. Wirklich private Eisenbahnverkehrsunternehmen bleiben weiterhin die Ausnahme. Die ersten rein mit Batterien betriebenen Linienbusse erscheinen.

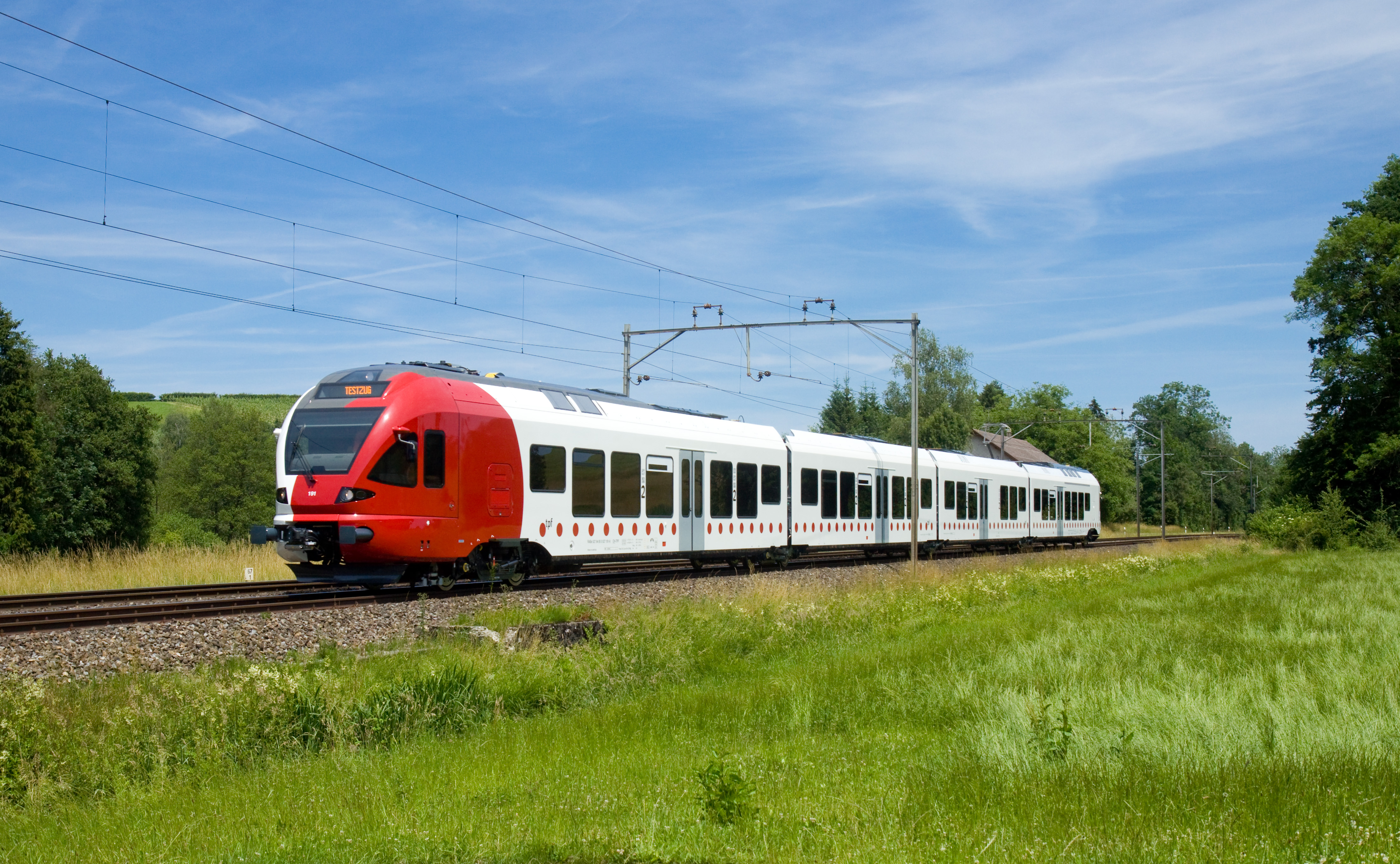
Stadler-FLIRT-Niederflurtriebzug der TPF in Sulgen 2011.
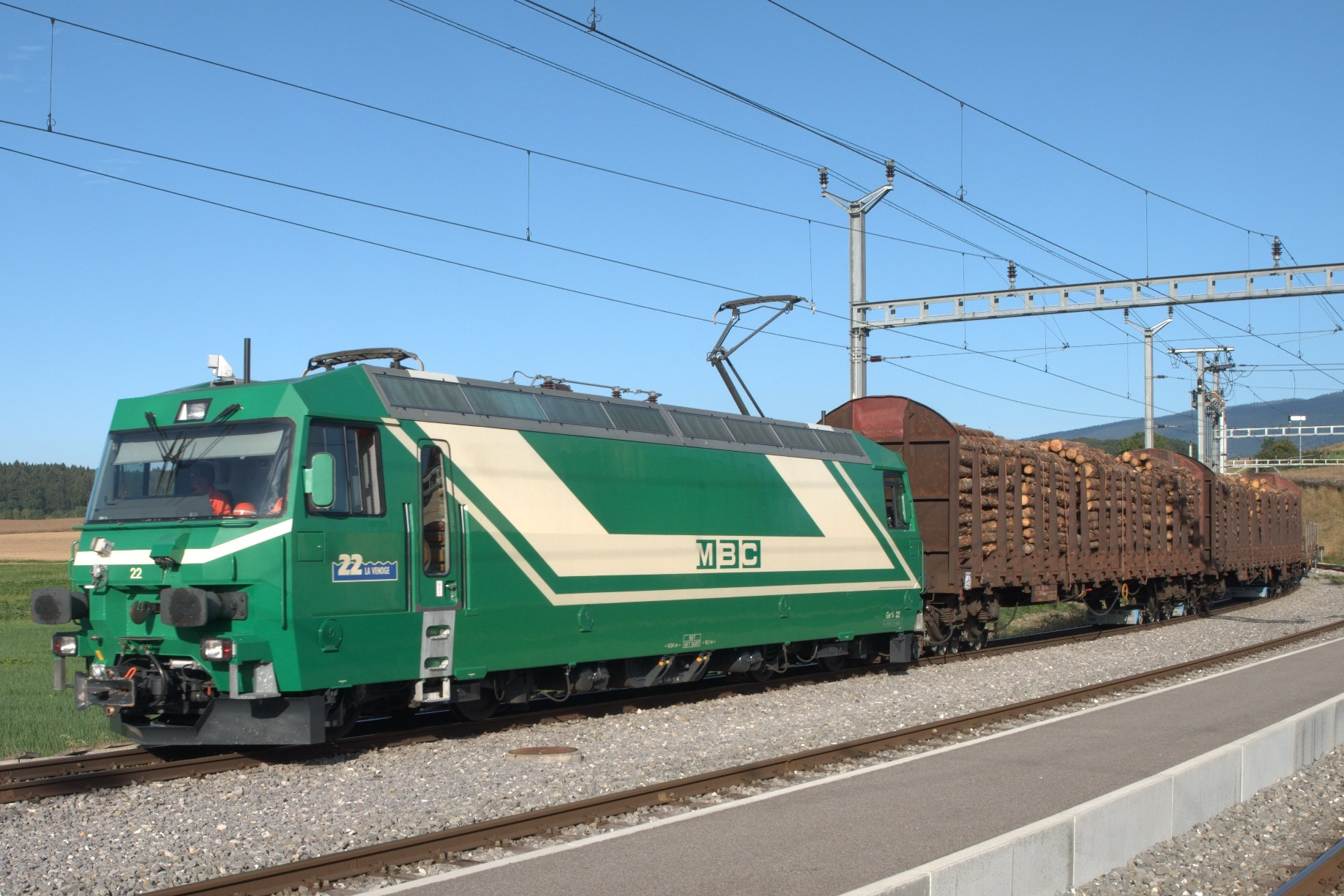
Zeitgemäßer Güterverkehr mit VEVEY-Rollböcken auf der Bahnstrecke Bière–Apples–Morges 2014.
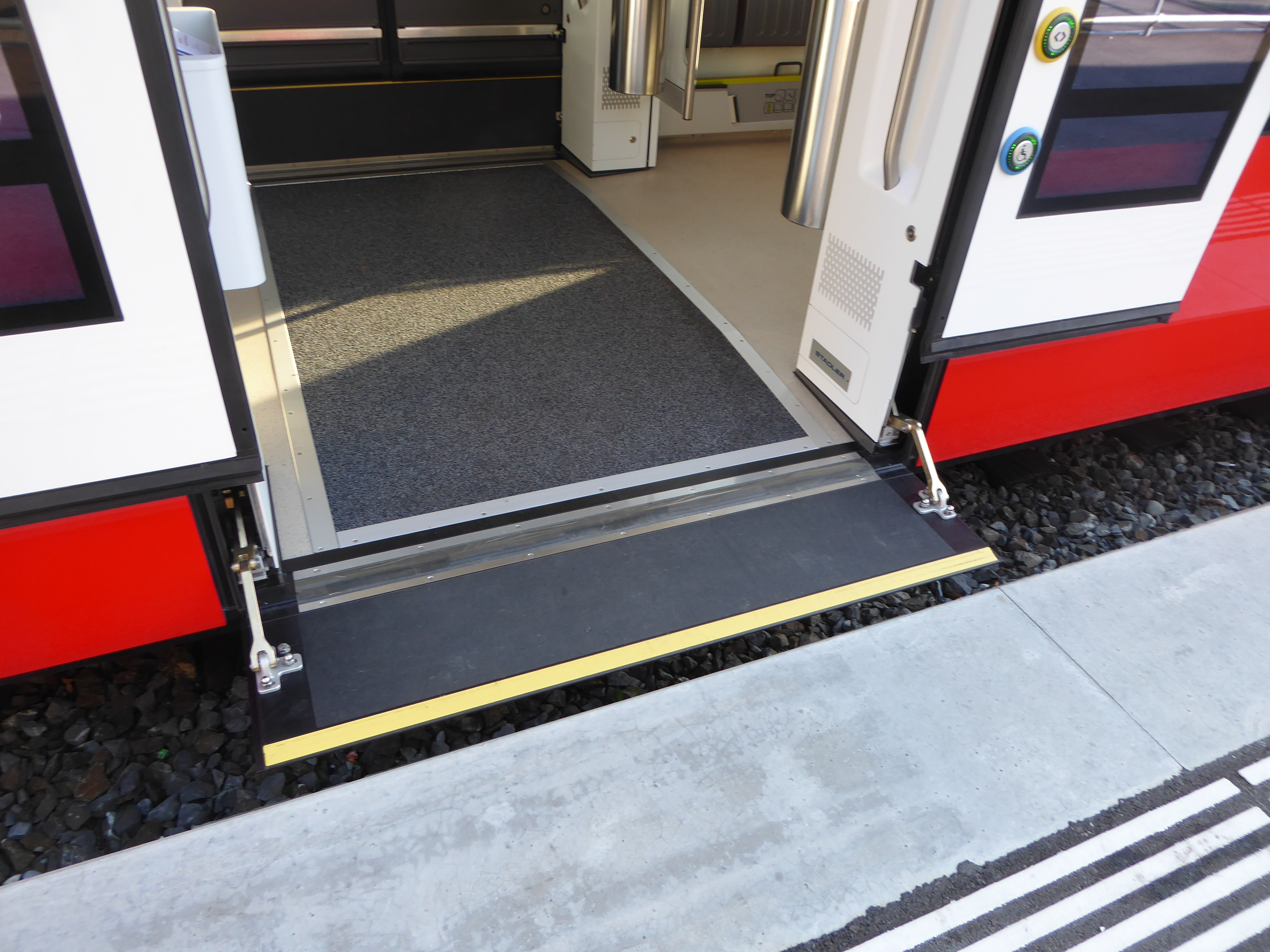
Der barrierefreie Eintritt erlaubt Eltern mit Kinderwagen, Reisenden mit Rollkoffern und Rollstuhlfahrern einen ungehinderten Eintritt in einen Stadler Tango der AB, 2018.

Die Epoche VI umfasst in der Schweiz den Zeitraum ab 2005. Sie ist in folgende Perioden unterteilt:
- Inbetriebnahme neuer Schnellfahrstrecken
- Rückbau von Güteranlagen an kleineren Bahnhöfen
- Überwiegender Einsatz von Pendel- oder Triebzügen
- Einsatz ausländischer Mehrsystemlokomotiven im Transitverkehr

### Handhabung der Epochen bei ausgewählten Modelleisenbahn-Markennamen
Die Modelleisenbahnhersteller ordnen ihre Modelle in der Regel einer Epoche, nicht jedoch einer Periode zu, machen aber oft zusätzlich genauere Angaben in Form von Jahreszahlen. Im Einzelnen:
Die Firma Märklin mit den Marken Märklin, Trix und LGB gibt meist ein konkretes Jahr oder einen ungefähren Zeitraum an, beispielsweise: Betriebszustand vor der Klassenreform 1956 oder Betriebszustand der Zeit um 1965. Ähnlich verfahren Piko und Tillig.
Die Modelleisenbahn Holding mit den Marken Roco und Fleischmann umschreibt oft einen genaueren Zeitpunkt, beispielsweise: Dampflokomotive P8 Erfurt 2553 der Königlich Preussischen Eisenbahn Verwaltung, Epoche I, Baujahr 1918. oder Elektrolokomotive Reihe 1043 der Österreichischen Bundesbahnen, Epoche IV, Ausführung im Originalfarbschema … es wurden bis 1974 insgesamt zehn Maschinen geliefert.
Kleinbahn gibt konkrete Jahreszahlen an, beispielsweise: Betriebszustand: ca. 1970. Bei Fahrzeugen, die in einem bestimmten Zustand über eine längere Zeit im Einsatz waren, werden auch mehrere Epochen in der Form Epoche III-IV zusammengefasst.
Die britische Firma Hornby Railways mit den Marken Rivarossi, Jouef, Electrotren und Arnold und (bis 2020) Lima und die chinesische Firma Bachmann Industries mit der Marke Liliput geben in der Regel nur für kontinentaleuropäische Fahrzeuge eine Epoche an. In wenigen Fällen werden zwei Epochen ausgewiesen (z. B. Epoche III-IV) oder eine spezifische Jahreszahl hinzugesetzt.
Die Firma Standard Light mit der Marke Minitrains und die im Jahre 2003 von Reinhard Hofmann eingeführte Marke Egger-Bahn bieten als Spezialisten für zeitlose Feldbahn- und Schmalspurbahnmodelle in Spur H0e ihre Produkte ausnahmslos ohne Epochen- und Perioden-Angaben an.

### Nachführung der länderspezifischen Empfehlungen der Eisenbahn-Epochen
Die jeweiligen länderspezifischen Vorschläge und Empfehlungen fallen in die Kompetenz der jeweiligen Landesverbände der Modelleisenbahnvereine. Hierbei gilt zu berücksichtigen, dass es Länder ohne Landesverband und solche mit mehreren Landesverbänden gibt. Bei den meisten Landesverbänden handelt es sich zudem um Eisenbahn- und Modelleisenbahnvereine, keine eigentlichen Verbände von Modelleisenbahnvereinen. Mit Stand 2020 sind keine der Vorschläge und Empfehlungen namentlich signiert. Bei keinem der Vorschläge und Empfehlungen kann nachvollzogen werden, wer dies Vorschläge und Empfehlungen wann, warum und nach welchen Grundlagen erstellt und geändert hat.
In mehreren Ländern Kontinentaleuropas wurde noch keine Epoche VI eingeführt. Es sind dies die folgenden Länder:
- Belgien[19]. Die Norm ist nach Meilensteinen gegliedert.
- Bulgarien[20]
- Tschechische Republik[21]
- Ungarn[22]
- Polen[23]

In den folgenden Ländern wurde eine Epoche VI eingeführt:
- Österreich[24]
- Schweiz[25]
- Deutschland[26]
- Dänemark[27]
- Spanien[28]. Die Norm ist nach Meilensteinen gegliedert.
- Frankreich[29]. Die Norm beinhaltet die Logos der SNCF. Die Epoche VI beginnt entgegen der verbindlichen Norm NEM 800 aus dem Jahre 2007 bereits im Jahre 2004.
- Italien[30]
- Niederlande[31]

### Kritik am Epochensystem
Oftmals wird fälschlicherweise die Lackierung und Beschriftung von Eisenbahnfahrzeugen als einziges epochebestimmendes Kriterium gesehen – diese Varianten gingen aber zuweilen fließend ineinander über, da nicht alle Fahrzeuge zu einem bestimmten Datum umlackiert wurden. Auch dazu gibt es Ausnahmen. So werden auch von der NEM selbst die durchaus exakten Stichtage – Gründung Deutsche Reichsbahn (1920–1945), Gründung der Deutschen Bundesbahn und der Deutschen Reichsbahn (1945–1993), buchmäßige Umstellung auf UIC-Nummern für Lokomotiven, Gründung der Deutschen Bahn nicht als Eckdaten gesehen, über die hinweg jeweils Übergänge eher selten oder nur kurzfristig anzutreffen sind. Das liegt auch daran, dass manche Fahrzeuge auch Jahre später immer noch nicht modernisiert worden sind. So waren selbst 20 Jahre nach Gründung der Deutschen Bahn immer noch zahlreiche Güterwagen mit dem alten Bundesbahn-Logo unterwegs. Bei IC/EC-Reisezugwagen hingegen verschwand das orient- bzw. verkehrsrote Fensterband zugunsten einer dem ICE-Schema angepassten Lackierung im Laufe des Jahres 2001. In den USA sind viele Lokomotiven und Waggons in der Lackierung und Beschriftung von Bahngesellschaften unterwegs, die teilweise seit Jahrzehnten nicht mehr existieren („Fallen flag“), weil die Gesellschaft, für die sie heute fahren, sie schlichtweg noch nicht umlackiert hat. Bei der Modelleisenbahn treten solche Ungereimtheiten auch beim Zubehör auf: So verschwand der Lufthansa Airport Express bei der DB 1993, die Deutsche Telekom wurde erst 1995 gegründet, so dass der Lufthansa-Airport-Express nicht an einer magentafarbenen Telefonzelle vorbeifahren konnte, obwohl beides aus der Epoche V stammt. Die Polizei-Streifenwagen wurden ab Mitte der 2000er-Jahre vielerorts von Grün auf Blau umlackiert; das ist immer noch Epoche V, jedoch liegen etwa 10 Jahre zwischen dem Verschwinden des Lufthansa-Airport-Express und dem Aufkommen der blauen Polizeiautos.

## Modelleisenbahn-Epochen in Großbritannien
Für Großbritannien wird ein eigenes System mit bis jetzt elf teils überlappenden Epochen verwendet. Es stammt nicht vom Verband der Britischen Modelleisenbahnen, sondern von der Firma Bachmann und wurde später von Hornby übernommen und erweitert.

### Epoche 1, 1804 bis 1869: Pionierjahre
In den Anfängen der Eisenbahn waren die Dampflokomotiven experimentell und wurden oft von unabhängigen, erfinderischen Ingenieuren gebaut. Eine bekannte Lokomotive aus dieser Zeit ist die durch George Stephenson erbaute The Rocket (Die Rakete).

### Epoche 2, 1870 bis 1922: Vor der Gründung dergroßen Vier
Vor dem Aufkommen der vier großen privaten Eisenbahngesellschaften gab es über 200 Eisenbahngesellschaften, die das britische Eisenbahnnetz bildeten.

### Epoche 3, 1923 bis 1947: Die großen Vier, englischsprachig: The Big Four
Ära der großen Vier, also der London, Midland and Scottish Railway (LMR), Great Western Railway (GWR), London and North Eastern Railway (LNER) und Southern Railway (SR). Diese Ära, die von vielen als das goldene Zeitalter der mit Dampflokomotiven betriebenen Eisenbahnen angesehen wird, umfasst den Zeitraum ab der Zusammenlegung der Eisenbahnen durch den Grouping Act von 1921 bis zur Verstaatlichung durch die Gründung von British Railways (der späteren British Rail) im Jahr 1948.

### Epoche 4, 1948 bis 1956: British Railways, frühes Wappen
In der ersten Zeit nach dem Zweiten Weltkrieg, nach der Verstaatlichung der großen Vier durch den Transport Act 1947, war British Railways nach wie vor geprägt von Dampflokomotiven.

### Epoche 5, 1957 bis 1968: British Railways, spätes Wappen
In der Zeit nach dem Modernisierungsplan von 1955 kam es zu weitreichenden Veränderungen bei den Eisenbahnen. Dies vor allem durch weitgehenden Ablösung von Dampflokomotiven durch Diesellokomotiven, aber auch durch die Elektrifizierung der Hauptstrecken. Auch kam es zu einer Standardisierung der Eisenbahnsignale.hr der British Railways aus dem Jahre 1948 wurde damit abgelöst.

### Epoche 6, 1957 bis 1971: British Rail, blaue Farbgebungund Doppelpfeillogo, vor der Einführung des Total Operations Processing System

Doppelpfeil-Logo von 1965

In der Zeit des Beeching-Report wurde ein großer Teil des Eisenbahnstreckennetzes außer Betrieb genommen. Dies hatte zur Folge, dass mehr als 4000 der 7000 Bahnhöfe geschlossen wurden. 1964 beschloss British Railways ein neues Erscheinungsbild einzuführen und wurde 1965 zu British Rail bei gleichzeitiger Einführung des Doppelpfeil-Logos.

### Epoche 7, 1971 bis 1986: British Rail, Einführung von Total Operations Processing System
Das von British Rail eingeführte Computersystem Train Operating Processing System (TOPS) führte zu einer systematisch umnummeriert des Schienen-Fahrzeugparkes.

### Epoche 8, 1982 bis 1997: British Rail, Aufteilung in verschiedene Geschäftsbereiche
In dieser Zeit wurde British Rail in verschiedene Geschäftsbereiche aufgeteilt: InterCity, Network SouthEast (NSE), Provincial und Railfreight. Jeder Geschäftsbereich hatte sein eigenes Erscheinungsbild innerhalb des übergeordneten Erscheinungsbildes von British Rail.

### Epoche 9, 1996 bis 2008: Privatisierung
Zwischen 1994 und 1997 wurde British Rail privatisiert. Die Infrastruktur wie Gleise, Signale, Tunnels, Brücken, Bahnübergänge und Bahnhöfe ging dabei an Railtrack, 2002 an Network Rail über, der für den Personen- und Güterverkehr notwendige Fahrzeugpark an über 100 private Unternehmen, die für das Betreiben ihrer Bahnstrecken entsprechende Franchise-Verträge (Konzessionen) erhielten.

### Epoche 10, 2006 bis 2017: Franchise-Verträge für das Betreiben von Bahnstrecken
Die Auswirkungen der Privatisierung hielten an. Das Bahnstreckennetz wurde weiter aufgeteilt um weitere Franchise-Verträge für den Betrieb zu erteilen. West Coast Main Line (WCML), East Midlands Railway (EMR), Stagecoach Group, Virgin Trains (Virgin Group) und FirstGroup verfügen alle über entsprechende Franchise-Verträge zum Betreiben von Bahnstrecken.

### Epoche 11, ab 2014: Gegenwart
Mehrere Betreiber mit entsprechenden Franchise-Verträge aber mit unterschiedlichem Erscheinungsbilder koexistieren auf den gleichen Bahnstrecken von nationaler Bedeutung.

### Multi-Epoche
Kann für Modelleisenbahn-Anlagen verwendet werden, die unabhängig von einer bestimmten Epoche sind.
Siehe auch: Geschichte der British Rail
Bis zur Eröffnung des Eurotunnels 1993 beschränkten sich die Berührungspunkte mit kontinentaleuropäischen Eisenbahnen auf Fährbootwagen.
Die britischen Epochen 1 und 2 entsprechen ungefähr der kontinentaleuropäischen Epoche I, die Epoche 3 der Epoche II, die Epochen 4 und 5 der Epoche III, die Epoche 6 liegt zwischen der Epoche III und IV, die Epochen 7 und 8 entsprechen der Epoche IV, die Epoche 9 der Epoche V und die Epochen 10 und 11 der Epoche VI.

## Modelleisenbahn-Epochen in Nordamerika
Im Gegensatz zum europäischen Verband der Modelleisenbahner und Eisenbahnfreunde Europas (MOROP) mit seinen NEM-Normen beinhaltet die Normen der amerikanische National Model Railroad Association (NMRA) keine entsprechende Normierung. In den Katalogen und auf Modell-Verpackungen ist somit keine Epoche angegeben, so dass Modelleisenbahner, die eine bestimmte Epoche nachbilden möchten, nicht um die Recherche herumkommen, wann welches Modell eingesetzt wurde. Dabei hat sich ein heute weit verbreitetes System mit fünf so genannten Eras (deutsch: Ära) durchgesetzt:

### Wildwest Era
Mit der Pionierzeit und dem Goldrausch begann in Amerika der Eisenbahnbau, und nach dem Amerikanischen Bürgerkrieg begann die Eroberung des Wilden Westens.

### Steam Era
Die immer länger und schwerer werdenden Züge erforderten ab Anfang des 20. Jahrhunderts immer größere Dampflokomotiven. Ihren Höhepunkt erreichte diese Entwicklung Anfang der 1940er-Jahre mit dem „Big Boy“.

### Transition Era
Zeit der Umstellung von Dampf- auf Dieselloks – in den USA in den 1950er- und 1960er-Jahren.

### Diesel Era
In den 1970er-Jahren war die Umstellung auf Dieselloks vollständig abgeschlossen. Durch den Bau von Highways bekam die Eisenbahn drastische Konkurrenz durch die Autos, viele zuvor privat betriebene Personenzüge wurden eingestellt, so dass der Staat sich genötigt sah, 1971 die Amtrak zu gründen, die fortan die meisten Schnellzüge fuhr.

### Modern Era
1980 wurde mit dem Staggers Rail Act ein Bundesgesetz erlassen, das den amerikanischen Eisenbahnverkehr umfassend deregulierte. Infolgedessen fusionierten viele Bahngesellschaften, so wurde aus der Burlington Northern und Santa Fe die BNSF, Union Pacific kaufte die Southern Pacific, Norfolk Southern kaufte die Conrail. Güterzüge werden immer häufiger mit Doppelstock-Containertragwagen gefahren.
Siehe auch: Geschichte der Eisenbahn in Nordamerika

## Epochen der deutschen Eisenbahngeschichte im Verkehrsmuseum Nürnberg

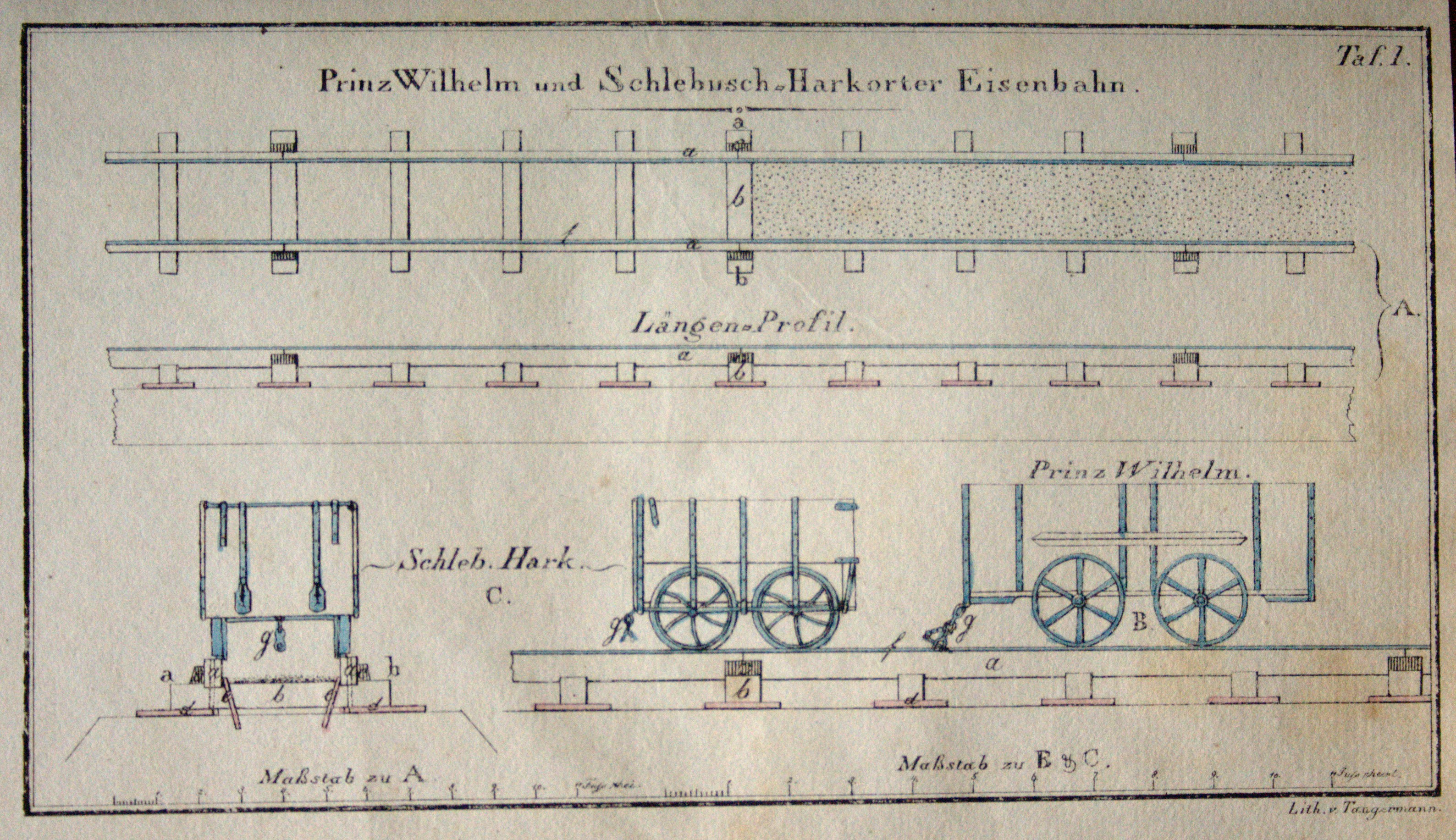
Technische Zeichnung der Gleise und Kohlewagen der Prinz Wilhelm-Eisenbahn, der älteste Eisenbahn Aktiengesellschaft auf Deutschem Boden, 1833

Die Dauerausstellung im Verkehrsmuseum Nürnberg zur deutschen Eisenbahngeschichte ist in Epochen eingeteilt, die sich von den gängigen Normen der kontinentaleuropäischen Modelleisenbahner zeitlich unterscheiden, aber doch eine gewisse Ähnlichkeit in der Strukturierung aufweisen. Auffallend ist, dass das Epochensystem von Horst Weigel die Anfangszeit der Eisenbahn präziser erfasst und nicht erst bei der Eröffnung der ersten Eisenbahnstrecke von Nürnberg nach Fürth beginnt. Eisenbahnen, wenn auch nicht unbedingt im Sinne der heutigen Vorstellung, gab es schon vorher. Beispielsweise in den Zechen, dies anfänglich auf Holzbohlen, dann erst auf den der Eisenbahn namensgebenden Schienen aus Eisen.
Die Dauerausstellung ist so geordnet, dass der Besucher von den Anfängen spurgeführter Fahrzeuge über die aus England importierte Dampflokomotive Adler bis hin zur deutschen Wiedervereinigung geführt wird. Dabei ist der Start auf das Vereinigte Königreich bezogen, da dort die erste mit Dampfmaschinen betriebene Eisenbahn fuhr. Der damals für die Epochenaufteilung zuständige Horst Weigelt hat 1985 die Epochen in den Grundzügen gemäß der folgenden Auflistung mit den Epochen I bis V festgelegt.
- Epoche I bis 1840: Werkbahnen in den Zechen, das Vereinigte Königreich exportiert die erste Eisenbahn auch nach Deutschland
- Epoche II 1840 bis 1880: Ein zusammenhängendes grobmaschiges und international verknüpftes Normalspur-Eisenbahnstreckennetz entsteht und löst wichtige Wasserwege sowie Straßennetze als Hauptverkehrswege ab.

Private Eisenbahngesellschaften bauen ein zusammenhängendes grobmaschiges und international verknüpftes Normalspur-Eisenbahnstreckennetz auf. Dies löst wichtige Wasserwege sowie Straßennetze als Hauptverkehrswege für den Personen- und Güterverkehr bei deutlich sinkenden Preisen und Reise- und Transportzeiten ab. Betrieben wird dieses Bahnstreckennetz anfänglich mit Fahrzeugen geprägt nach britischen Vorbildern mit filigranen Dampflokomotiven, den Postkutschen nachgeahmten Abteilwagen im Personenverkehr und kleinen Güterwagen. In Württemberg orientieren sich die Fahrzeuge an amerikanischen Vorbildern. Durchgangswagen statt Abteilwagen prägen den Personenverkehr.
In den deutschen Ländern entstehen Unternehmen die Produkte für den Eisenbahnverkehr entwickeln und herstellen. Lokomotiven, Reisezugwagen, Güterwagen, Schienen und dergleichen müssen schon bald nicht mehr importiert werden. Die ersten Normierungen entstehen, um Probleme im Betrieb der unabhängig voneinander entstandenen Eisenbahngesellschaften zu vermeiden. Der Deutsch-Französische Krieg von 1870 bis 1871 und dessen Folgen verzögern kurzzeitig die Weiterentwicklung und führen mit den ersten durch die Belgische Compagnie Internationale des Wagons-Lits in Deutschland betriebenen Schlafwagen in die Zeit der Belle Époque. Die ersten nun spezifisch für den Güterverkehr oder den Personenverkehr gebauten Lokomotiven in noch filigraner Bauart lösen die Fahrzeuge der ersten Generation ab. Das Militär erkennt den Nutzen der Eisenbahn zu seinen Zwecken.
- Epoche III 1880 bis 1920: Die Länderbahnen werden ausgebaut und die Eisenbahn erlebt ihre große Blütezeit

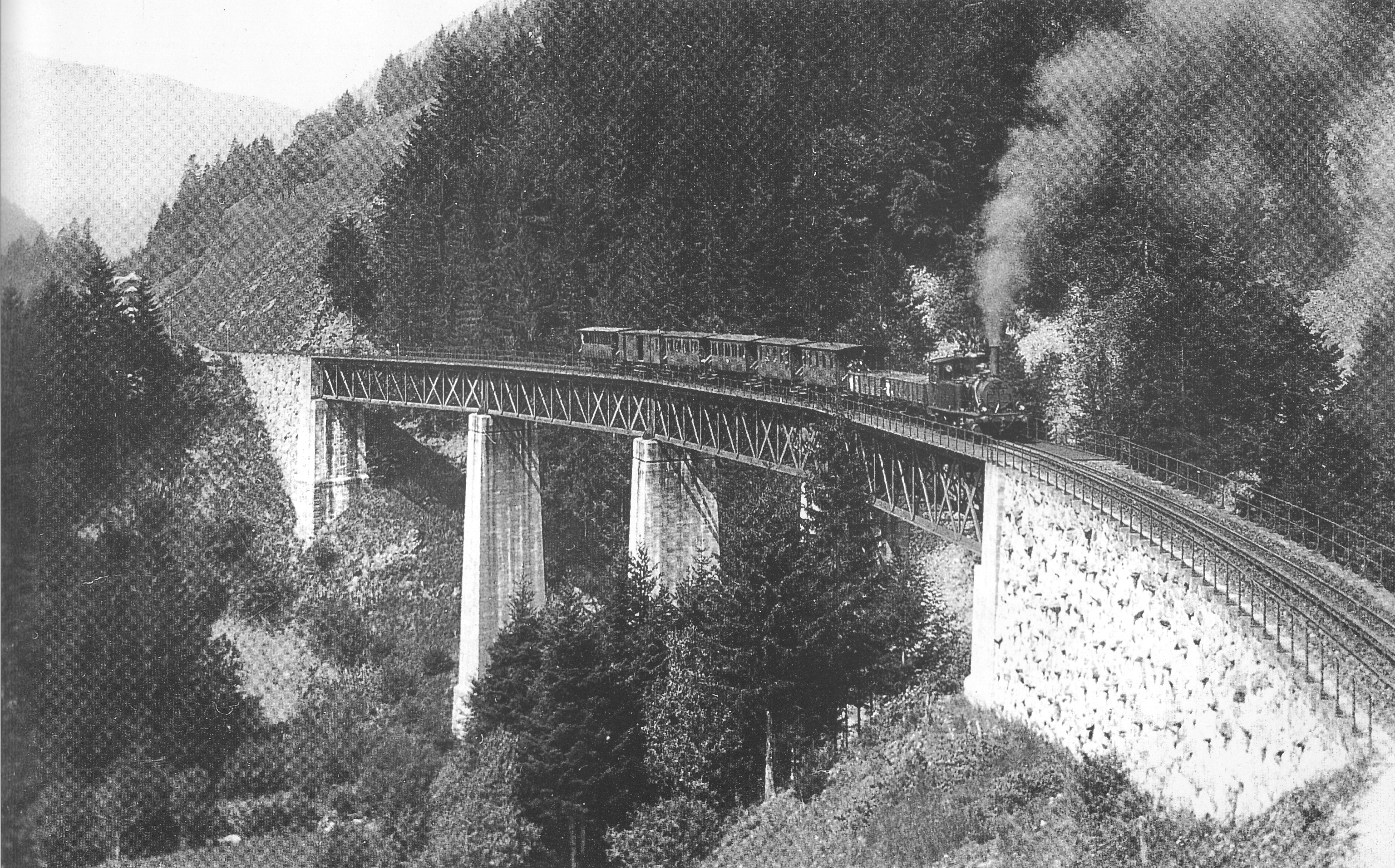
Dampfzug der Bad.St.B. mit einer Tenderlokomotive für den gemischten Zahnrad- und Adhäsionsbetrieb Gattung IX a auf dem Viadukt über die Ravennaschlucht im Schwarzwald, 1894
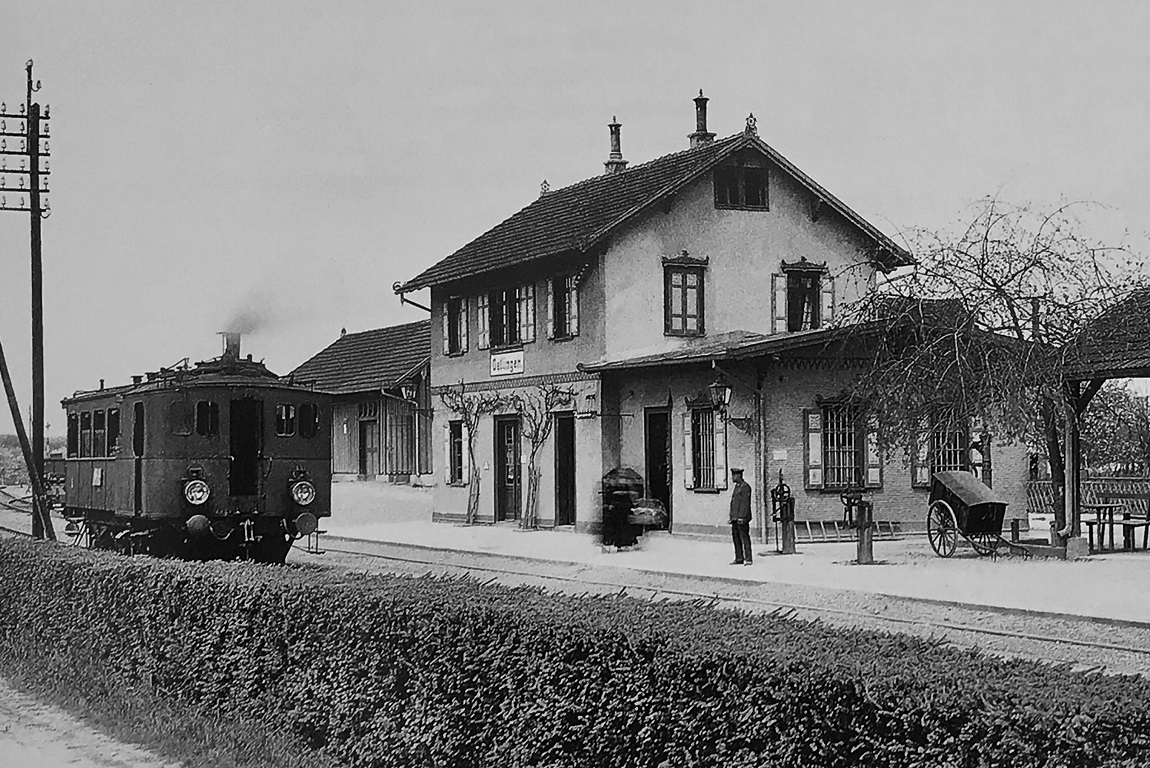
In der Epoche III entstehen viele Nebenlinien zur Erschließung des Hinterlandes. Dampftriebwagen der KWStE mit Kittel-Kessel in Ötlingen in Süddeutschland, 1910

- Epoche IV 1920 bis 1945: Von der Gründung der Reichsbahn bis zum Ende der Zeit des Nationalsozialismus
- Epoche V ab 1945: Wiederaufbau nach dem Zweiten Weltkrieg. Geschichte der Bundesbahn (Bundesrepublik Deutschland), Reichsbahn (Deutsche Demokratische Republik)

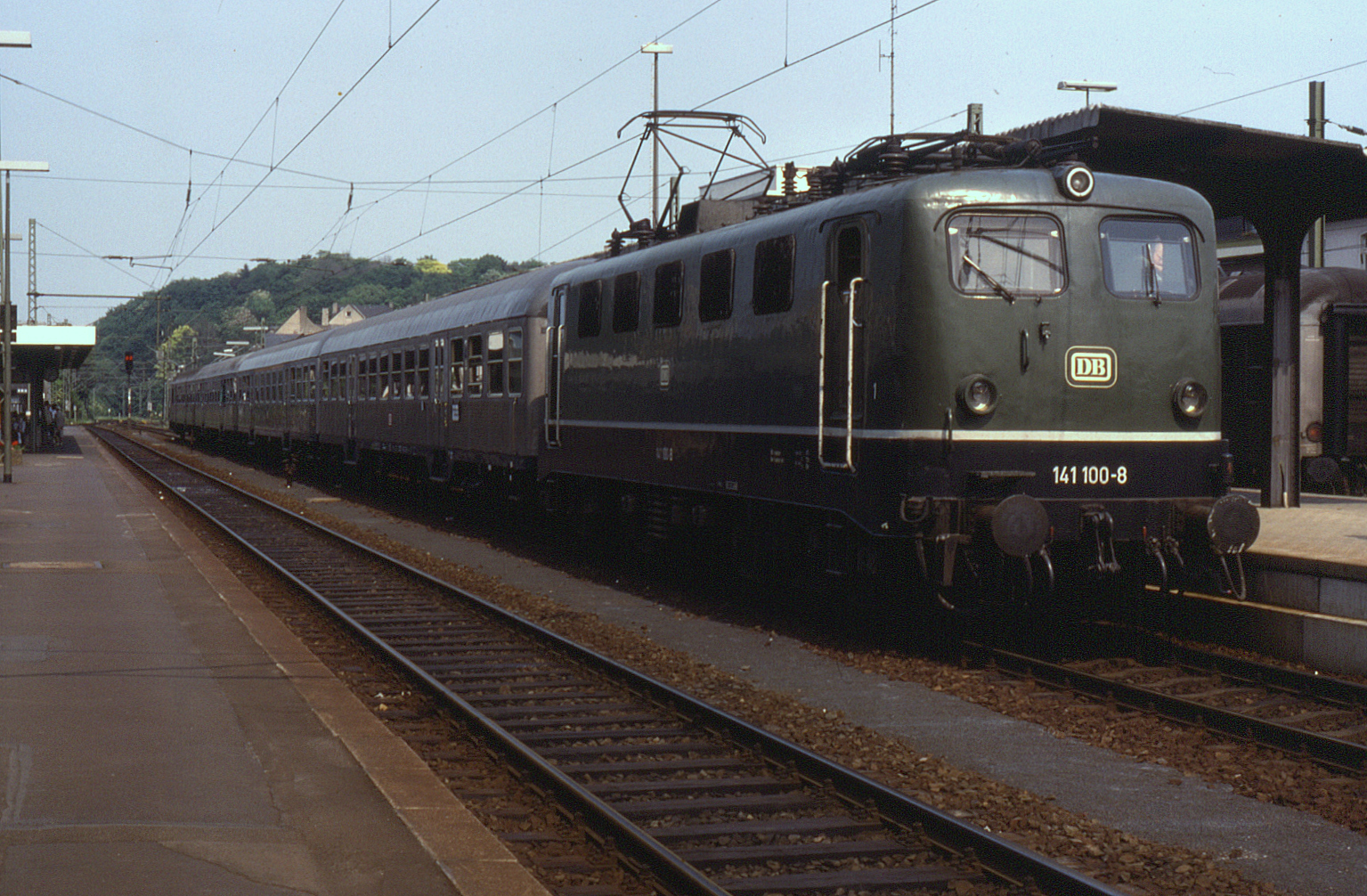
Grüne Elektrolokomotive 141.100 in Limburg (Lahn) mit Silberlingen mit dem charakteristischen Perlschliff der DB, 1989

Helmut Meschenmoser schließt in der für den Schulunterricht freigegebenen Internetseite Verkehrswerkstatt die Epoche V von Horst Weigel per 1992 etwa zum Zeitpunkt des Zusammenschlusses der Bundesbahn und Reichsbahn zur Deutschen Bahn und ergänzt diese mit einer Epoche VI.
- Epoche VI ab 1992: Privatisierung. Die Bundesbahn und die Reichsbahn werden zur Deutschen Bahn in Form einer Aktiengesellschaft mit mehr unternehmerischen Freiheiten vereinigt.